# 인도의 종교
인도의 종교 (2011년 인구 조사)
인도의 종교는 다양한 종교 신앙과 관습으로 특징 지어진다. 인도의 역사 기간, 종교는 인도의 문화에 있어 중요한 부분이었고 인도아대륙은 불교, 힌두교, 자이나교, 시크교 등 세계의 주요 종교 중에 네 개의 탄생지이기도 하며, 이 종교들은 총칭하여 토착 인도계 종교 또는 다르마 종교라 알려져 있는데 인도 총 인구의 대략 83%를 이룬다.
인도는 전세계에서 힌두교, 시크교, 조로아스터교, 자이나교, 바하이교 등의 신자가 가장 많은 곳이다. 인도네시아와 파키스탄 다음으로 이슬람교 신자가 세 번째로 많은 나라이고 불교도도 아홉 번째로 많은 국가이다.
인도의 헌법 전문은 세속 국가임을 밝히고, 인도의 헌법은 종교의 자유가 기본법임을 천명하고 있다.
2011년 인구 조사에 따르면, 인도의 인구 79.8%는 힌두교를, 14.2%는 이슬람교를, 2.3%는 기독교를, 1.7%는 시크교를, 0.7%는 불교를, 0.4%는 자이나교를 따른다. 조로아스터교, 사나마히즘, 유대교 역시도 인도에서 오랜 역사를 지니고 있으며, 각 종교마다 수천 명의 인도인 신자를 두고 있다. 인도는 전세계에서 조로아스터교 (파르시인, 및 이라니인)와 바하이교를 따르는 신자들이 가장 많으며, 이 종교들은 본래 발생지인 이란에 거의 국한되어 있으며, 그 외 지역에서는 거의 믿는 이가 드물다. 일부 부족 종교들이 인도에도 존재하며, 도뉘폴로, 사나마히즘, 사르나이즘, 니암트레 등이 있다.

## 세속주의

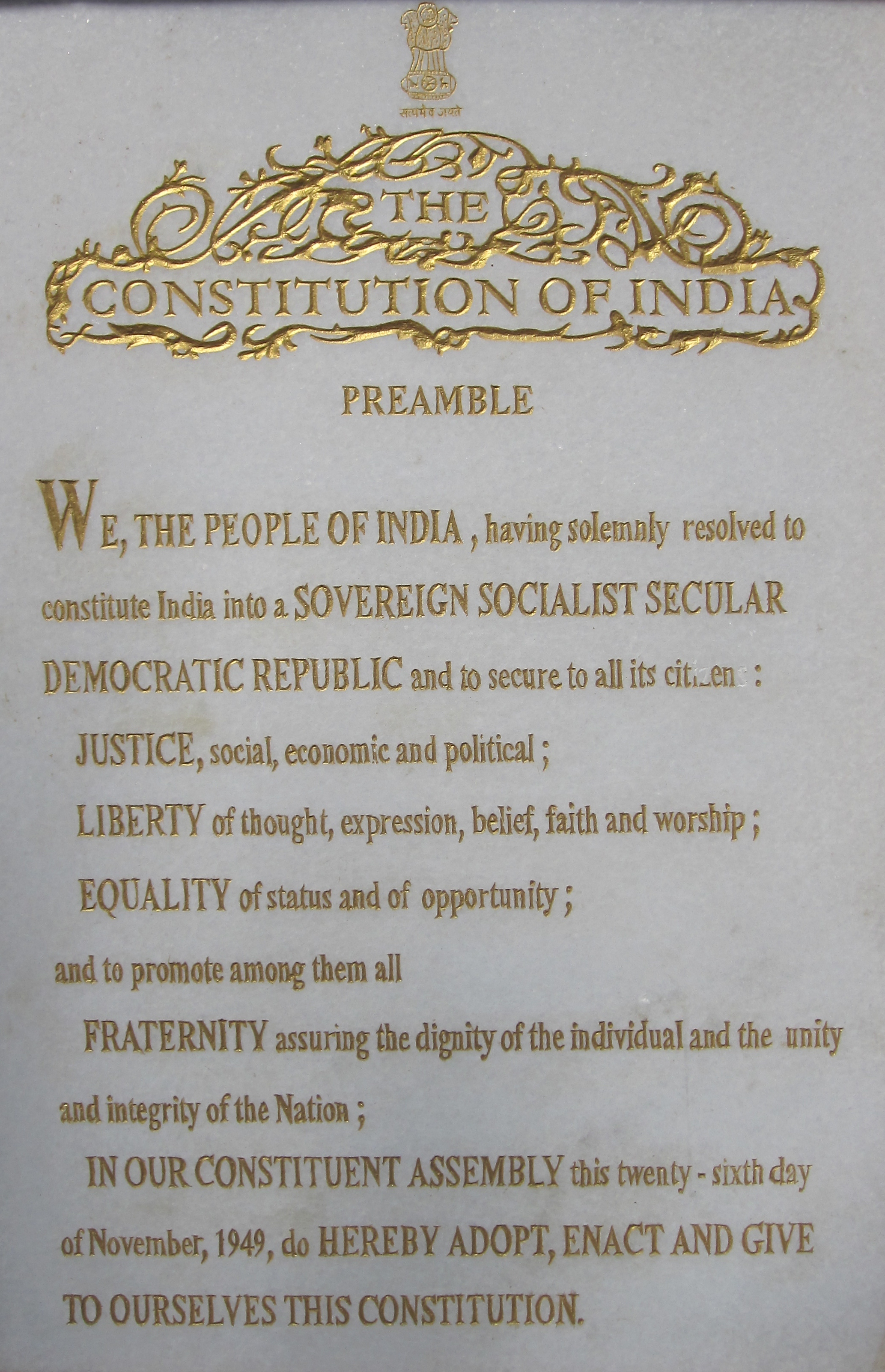
인도 헌법 전문

인도의 헌법은 인도가 국교가 없는 세속 국가임을 천명하고 있다. 1976년에 발효된 인도 헌법의 제42차 개헌은 인도의 헌법 전문을 세속적이라 명시하고 있다. 'S. R. 보마이 대 인도 연방' 판결에서 인도 대법원은 1950년 1월 26일에 인도 공화국이 설립된 이래로 인도는 세속주의임을 확립하였다. 인도의 세속주의는 국가로부터 종교를 완전히 분리하는 것이 아니라, 모든 종교 집단뿐만 아니라 무신론과 관련된 일들에서 중립적 태도로 임하면서 동시에 모든 일들 같은 거리에서 지켜보는 것을 의미하는 것으로 이해되고 있다.
하지만, 인도의 헌법 원본에서는 기본권의 제3장에 라마, 시타, 락슈마나에 대한 묘사가 있고 라마는 민중의 기본권의 진정한 수호자으로 여겨진다. 인도 헌법 제48조는 소 (힌두교에서 신성시 되는 동물)의 도축을 금지하고 있고 소의 도축은 인도의 대부분의 주에서 형사죄이다.
세속주의는 '케사판나다 바라티 대 케랄라주' 판결의 논쟁 동안 어떠한 수단을 통해 없어지거나 수정되지 않는, 인도의 헌법 기본 구조의 원칙으로 정의되었다. 그렇지만, 인도 헌법의 어디에서도 '기본 구조'라는 용어를 언급하고 있지는 않다. 인도 의회가 인도 헌법의 기본 구조를 수정할 수 있 법률을 개정하지 않는 법률을 제출하지 않는다는 사상은 시간이 여러 흐르고 많은 사건들을 겪으며 사법적으로 발전해오고 있다
헌법 상으로 세속주의와 인도의 종교의 자유에 관한 특정 조항들은 다음과 같다:
- 제14조: 법 앞에 평등과 모든 것에 대한 법률의 공정한 보호를 제공한다.[14]
- 제15조: 종교, 인종, 계급, 성별, 출생지를 근거로 한 차별을 금지함으로써 가능한 한 넓은 범위까지 세속주의 개념을 넓힌다.[15]
- 제25조: 양심의 자유 및 어느 종교라고 하더라도 믿고, 실천하며, 전파할 자유.[16]
- 제26조: 종교적 문제를 자유롭게 다룰 자유.[17]
- 제27조: 특정 종교의 진흥을 위한 세금 납부의 자유.[18]
- 제28조: 특정 교육 기관에서의 종교 교육이나 종교 의식 참석에 대한 자유.[19]
- 제29조와 제30조: 소수 집단들에 대한 문화적 그리고 교육적 권리를 제공.[20][21]
- 제51조의 A: 기본 의무는 모든 시민들에게 조화와 공동의 형제애 정신을 증진시키고 나라의 복합적이고 다양한 문화 유산들을 중요시 여기고 보존할 의무를 부여하고 있다.[22]

## 역사

### 선사 종교
인도아대륙 내 선사 종교를 뒤받침하는 증거는 무용과 종교 의식 등을 묘사하는 중석기 시대 암석화에서 비롯했다. 인더스강에서 거주하던 신석기 시대 목축민들은 사후 세계 관념을 확립한 영적 관습을 암시하는 방식에 따라 시신을 묻었다. 그 외 남아시아의 석기 시대 유적지들, 대표적으로 마디아프라데시주 중부의 빔베트카 석굴과 카르나타카주 동부 쿠프갈 암각화에는 종교 의식과 의례화 된 음악이 있었을 증거 등을 묘사한 암각 예술이 존재한다.

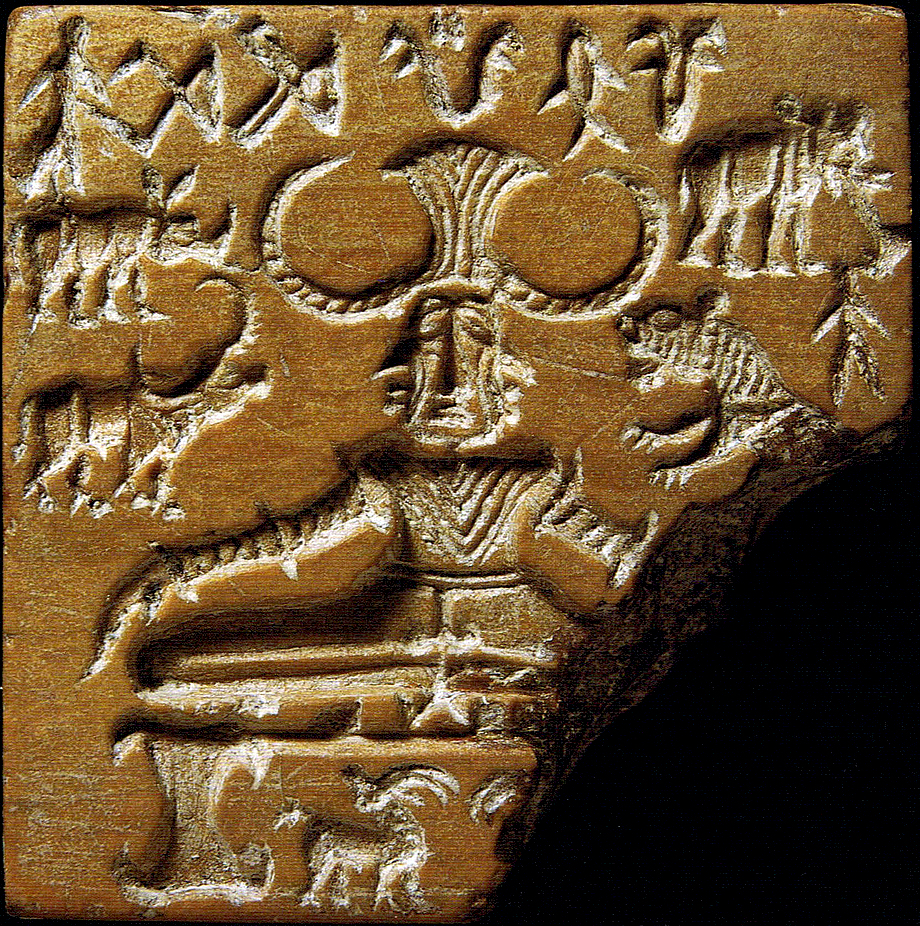
인더스 문명의 도시 모헨조다로에서 발견된 파슈파티 인장.

### 인더스 문명
기원전 3,300년부터 1,400년까지 지속되었고 인더스강과 가가르-하크라강에 자리 잡았던 인더스 문명의 하라파 사람들은 생식령을 상징화한 중대한 대지모신을 숭배했을 수 있다. 인더스 문명 발굴지에서는 동물과, 불과 관련된 의례가 있었음을 암시하는 '화염의 재단'을 나타내는 인장들이 나타난다. 힌두교도들이 현재 숭배하고 있는 것과 유사한 형태의 '시블링가' 역시도 발견되었으나, 이에 대한 해석은 Srinivasan에 의해 논란이 되고 있다.

### 힌두교 발전
힌두교는 흔히 전세계에서 현존하는 가장 오래된 종교로 여겨지며, 그 뿌리는 선사 시대까지 거슬러 올라가, 5천년 전 이상이다. 힌두교는 동남아시아의 일부와 중국, 아프가니스탄에 걸쳐 퍼져 있다. 힌두교인들은 여러 형태를 지닌 단일 신적 존재 (paramatma, '첫 번째 영혼')을 숭배한다.

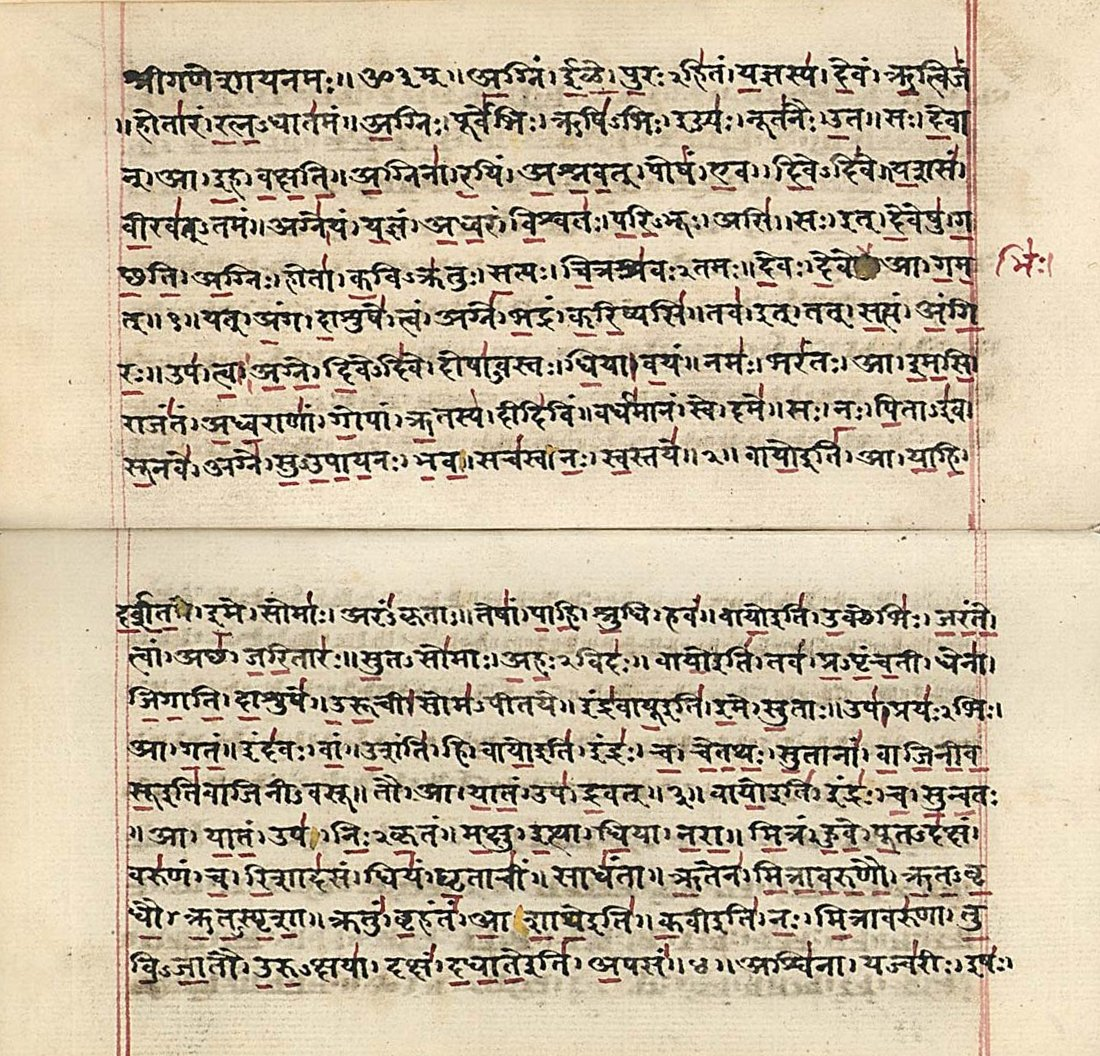
데바나가리 문자로 쓴 19세기 초 리그베다 문서.

힌두교의 기원은 인더스 문명과 더불어 다른 인도의 문명권들의 문화적 요소를 포함하고 있다. 힌두교의 현존하는 가장 오래된 문헌은 리그베다로, 베다 시대 기간 만들어졌으며 기원전 1,700년에서 1,100년 사이로 추정된다.[γ] 서사 시대와 푸라나 시대 기간, '라마야나'와 '마하바라타'를 포함해 현재의 형태로 남아있는 힌두 서사시의 가장 초기 형태들은 기원전 500년에서 100년 사이에 쓰였으며, 이 시기 이전부터 수 세기간 가족들을 거쳐 구전으로 전수되기는 했었다.
기원전 200년 이후로, 인도 철학에서는 상키야, 요가, 니야야, 바이셰시카, 푸르바-미맘사, 베단타 등을 포함해 여러 사상 학파들이 공식적으로 체계화되고 성문화되었다.

### 슈라마나 종교의 출현
슈라마나 사상에는 지역 언어로는 자인 다름 (Jain Dharm)으로도 알려진, 자이나교와, 지역언어로는 바우드 다름 (Bauddh Dharm)으로 알려진 불교 외에 아지비카교, 아지냐나 등을 포함한다.
인도의 자이나교에 대한 역사적 뿌리는 기원전 9세기에 제23대 티르탕카라인 파르슈바나타와 그의 자이나교 철학의 출현 그리고 제24대 티르탕카라 마하비라 (기원전 599년–527년)까지 거슬러 올라간다.  자이나교는 자신들의 기원을 초대 티르탕가라 리샤바나타으로 추정한다. 마히비라는 다섯 가지 맹세에 대해 강조하였다.
불교를 창립한 고타마 붓다는 마가다 (기원전 546년 - 324년)가 패권을 차지하기 직전 샤카족으로 태어났다. 그의 가족은 현재 네팔 남부 지역인 룸비니 평야의 토착민이었다. 인도의 불교는 마우리아 제국의 아소카 대왕 재위 때가 전성기었으며, 아소카 대왕은 불교로 개종한 뒤 불교를 후원하였고 기원전 3세기에 인도아대륙을 통일하였다. 그는 해외로 사절단을 보내며, 불교가 아시아 너머로 퍼지도록 하였다a. 인도의 불교는 쿠샨 제국과 마가다, 코살라 등의 왕국들의 왕실 후원자를 상실한 뒤 쇠퇴하고 말았다.
인도에서 불교의 쇠퇴는 다양한 요소들에서 비롯했으며, 여기엔  샹카라차리야 지도 하의 10세기와 10세기의 힌두교 부활, 후대의 튀르크족들의 침공, 가족의식과 사적 재산과 반대되는 출리에 대한 불교의 강조, 힌두교의 불교와 자이나교가 지닌 금욕 및 아힘사 등의 사상들을 이용 및 전용 등이 있었다. 불교가 11세기쯤 인도에서 주류로서는 사실상 모습을 감추기는 했지만, 그 존재는 남아있었고 바크티 전승, 비슈누교, 팔라 제국 시대 벵골에서 유행했던 구생승에서 영향을 받은 벵골의 바울 등의 모습으로서 나타났다.

### 바크티 운동

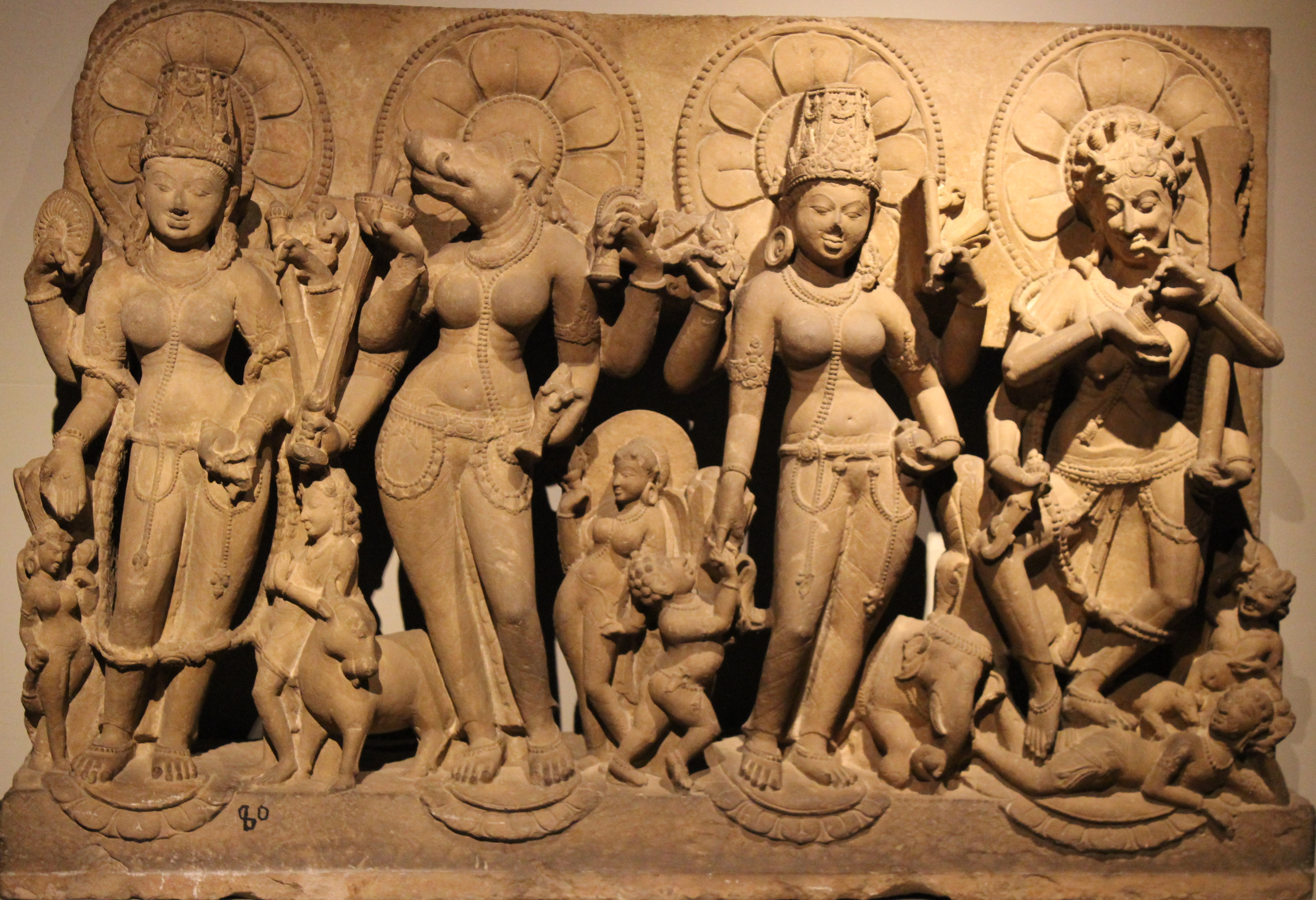
(왼쪽부터 오른쪽) 바이시나비, 바라히, 인드라니, 차문다 등 힌두 여신들을 묘사한 부조 (인도 국립 박물관 소장)

북인도가 무슬림들의 지배를 받던 때인 14–17세기, 바크티 운동이 중부 인도와 북부 인도를 휩쓸었었다. 바크티 운동은 사실 8세기 남부 인도 (현재 타밀나두주와 케랄라주)에서 시작되었으며, 점차 북상하였다. 바크티 운동은 느슨한 관계성을 띠던 스승 또는 성인 집단들에 의해 시작되었다. 댜네쉬와르, 차이타냐 마하프라부, 발라바차리아, 수르다스, 미라 바이, 카비르, 툴시다스, 라비다, 남데우, 에크나, 람다스, 투카람 외 그밖의 신비주의자들이 북인도에서 성인들이었다. 이들은 의례 및 카스트라는 무거운 짐과, 철학의 미묘한 복잡성들을 내던질 수 있고, 신에 대한 압도적 사랑을 가볍게 표현할 수 있다고 가르쳤다. 이 시기는 또한 인도의 여러 각 지역마다 고유 언어로 된 경건 문학과 시가들이 풍부한 시기이기도 하였다. 바크티 운동은 인도 전역의 여러 다른 운동들을 일으키게 영향을 미쳤다.
바크티 운동 기간, 전통적 힌두교의 카스트제 밖에 있다고 여겨진 여러 힌두 집단들이 자신들 공동체에 속한 성인들을 숭배하거나 따르면서 바크티 전승을 이어나갔다. 예시로, 구루 라비다스는 우타르프라데시 지역의 차마르이었고, 구루는 파르수람 람나미는 차티스가르 지역의 추흐라이었고, 마하리시 람 나발 (Maharishi Ram Naval)은 라자스탄의 반기이었다. 이들 성인들 가운데 몇몇은 자신들의 생애 동안 외국 선교사들의 개종 시도에 맞서 싸우기까지 했으며, 자신들의 공동체 내에서는 힌두교만을 장려하였다. 예로 아삼 지역에서, 브라마 사마지의 구루데브 칼리차란 브라흐마가 있었고, 나갈랜드의 카차 나가족 (Kacha Naga), 중부 인도에서는 Birsa Munda, Hanuman Aaron, Jatra Bhagat, Budhu Bhagat 등이 있었다.

#### 카비르파
카비르파 (Kabir Panth)는 인도의 시인이자 성인 카비르 (1398년-1518년)의 가르침을 기반으로 한 종교 운동이다.
카비르는 빈자들에게 분명한 관심을 불러일으킨 유일 신앙을 설파하고 중간의 간섭 없이 신들에게 직접 닿을 수 있다고 설득하였다.그는 힌두교와 이슬람교 모두를 부정했으며, 의미 없는 종교 의식들을 거부하고, 위선적인 이중 잣대를 강하게 비판하였다. 이는 전통적 귀족 계층들을 분노케 하였다. 허나 자기 자신과 자신의 믿음을 옹호할 만큼 용감한 카비르를 두렵게 할 자는 그 누구도 없었다.
카비르파는 카비르를 핵심 구루로 여기며, 나아가 신적 존재, 즉 진리의 화신으로까지 여긴다. 카비르의 영향력은 그가 가차 없이 비판하던 믿음과 관습을 따르던 자들에게 있어서도, 그의 거대한 권위가 증거이었다. 시크교도한테 있어서 그는 시크 구루 (영적 안내)가 비롯한 나나크의 선구자이자 담화자이었다. 무슬림들은 그를 수피 (신비주의) 계통으로 보며, 힌두교인들에게 있어 그는 범우주적 가르침을 지닌 비슈누파가 되었다.

### 시크교

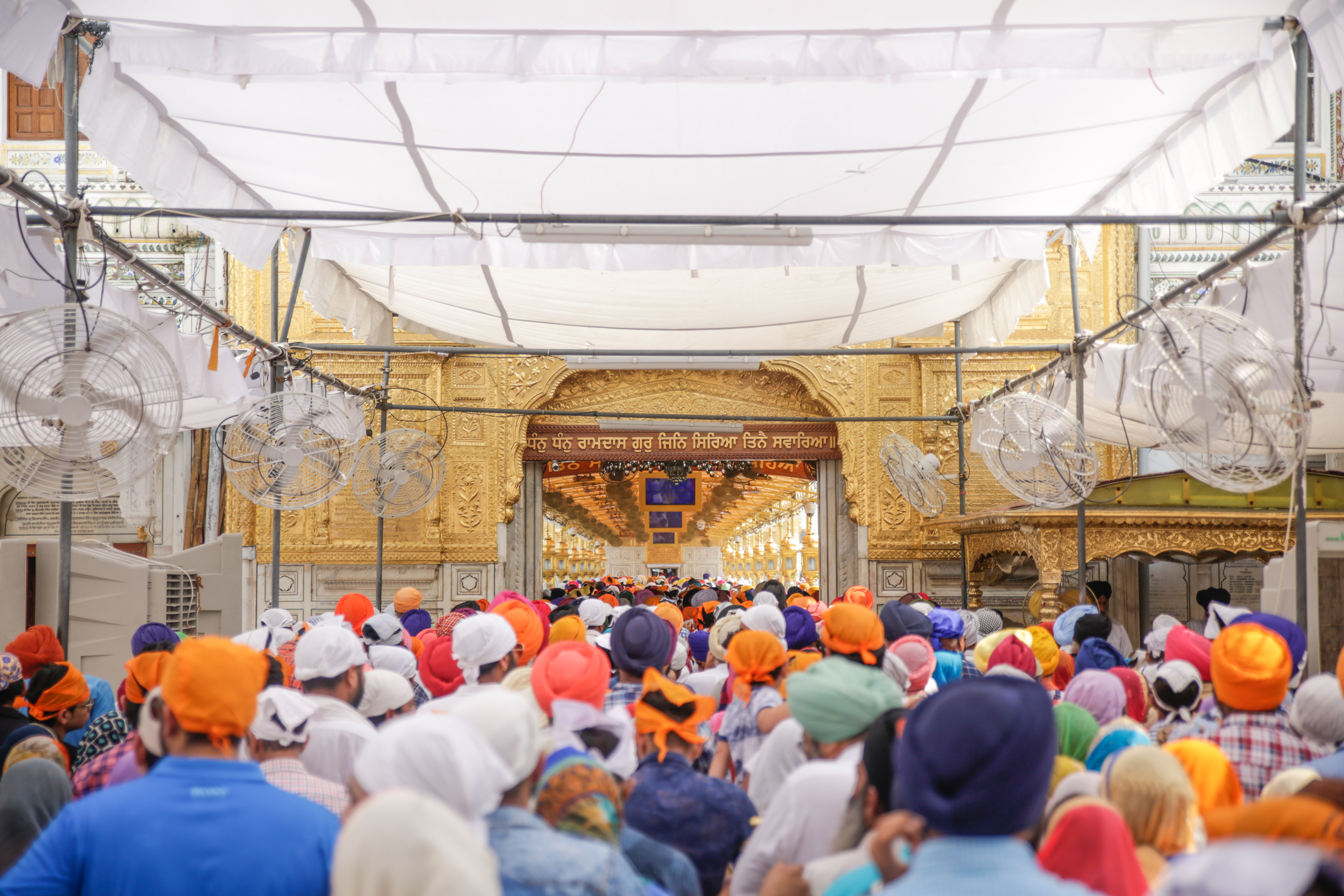
시크교의 최고 신성한 구르드와라인 하르만디르 사히브의 시크교 순례자들

구루 나나크 (1469년–1539년)는 지역 언어로 '시크 다름' (Sikh Dharm)으로 알려진 시크교의 창시자이다. 구루 그란트 사히브는 제5대 시크 구루인 구루 아르잔 데브가 힌두교와 이슬람 신앙 개념을 포함해 보편적 형제애의 개념을 설파한 초대 다섯 시크 구루들과 그 외 성인들의 문헌들로부터 최초로 엮은 것이다. 구루 고빈드 싱이 죽기 전, 구루 그란트 사히브가 최종의 구루로 선포되었다. 시크교는 모든 인류가 피부색, 카스트, 혈통에 관계없이, 와헤구루 앞에 평등하다고 여기고 있다. 시크교는 단식 (브라타), 미신, 우상숭배, 할례 등의 믿음을 강하게 부정한다. 시크교도들은 불멸의 신을 믿고 있고 10 구루의 가르침, 다섯 K, 구루 고빈드 싱의 계율, 시크 레하트 마르야다, 니트넴 등을 따른다.

### 아브라함 종교들의 전래

#### 유대교

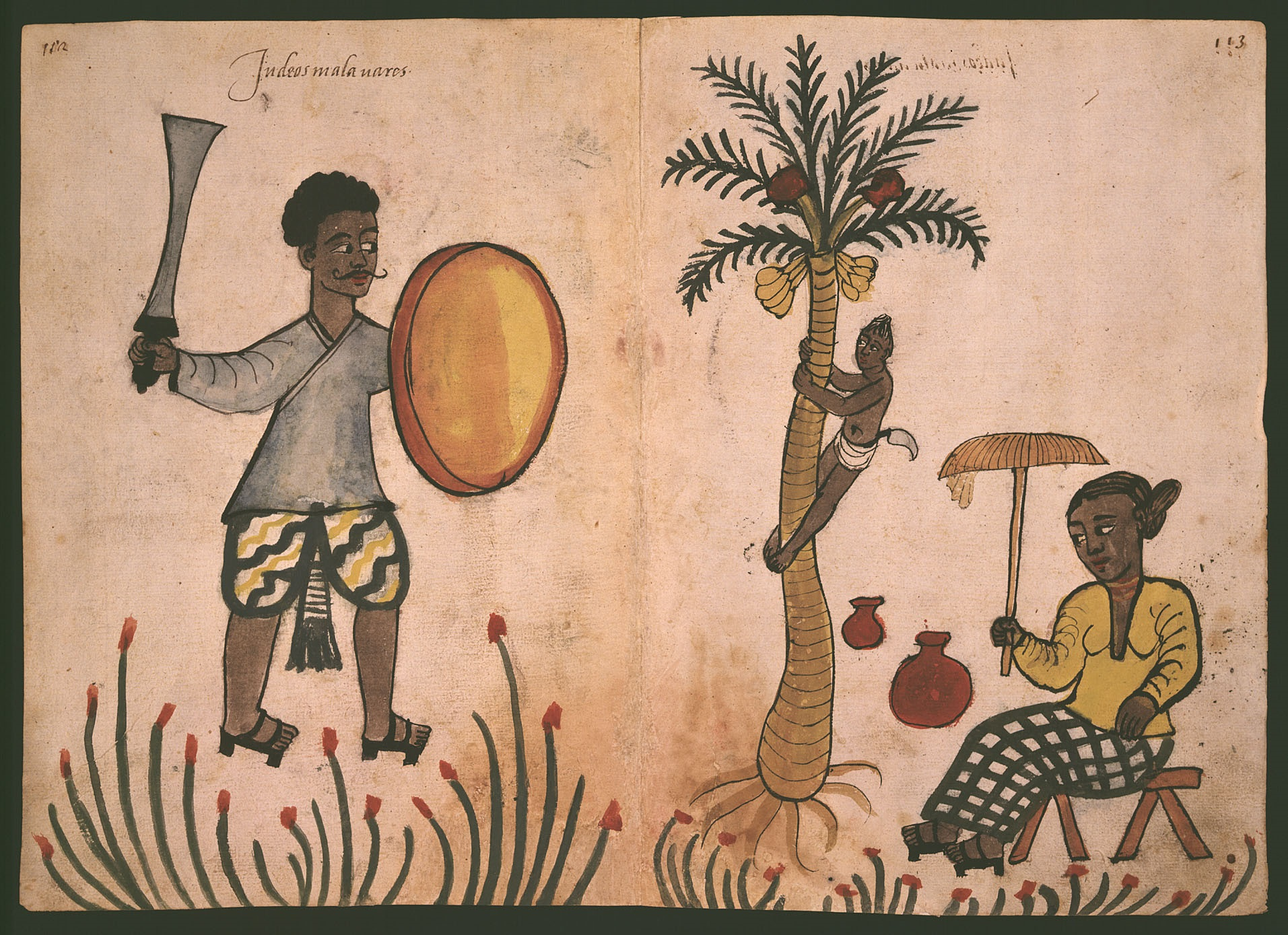
1540년 말라바르 해안의 유대인 가족

유대인들은 무역상으로서 유대에서 출발해 기원전 562년 케랄라의 코치에 처음 도착하였다. 서기 70년에 제2성전이 파괴된 이후 예루살렘에서 더 많은 유대인들이 망명자들로 오게 되었다.

#### 기독교

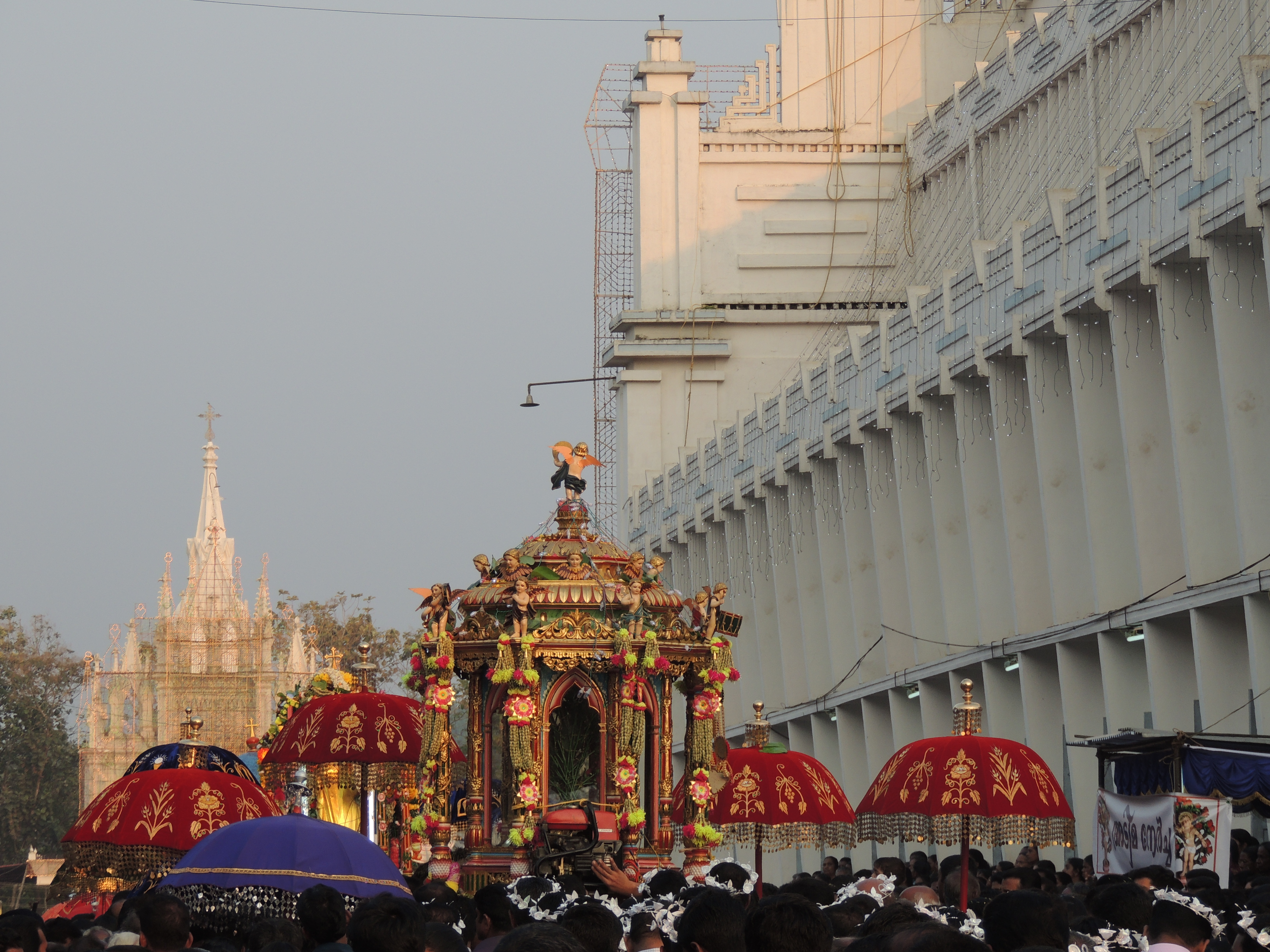
케랄라주 아티람푸자의 성모 성당에서 벌어진 성 세바스티아노 축일 기간 행렬

기독교는 사도 토마 (예수 그리스도의 직계 제자)에 의해 인도에 전래되었으며, 토마는 서기 52년에 케랄라의 무지리스에 방문하여 오늘날 성 토마스 기독교인 (시리아 기독교인 또는 '나스라니'로도 알려짐)이라 알려진 현지인들을 상대로 선교 활동을 하였다. 인도의 가장 오래된 교회이자, 서기 57년에 사도 토마가 지었다고 전해지며 세계에서 현존하는 가장 오래된 교회 건축물이고, 당시의 체라 왕조의 국왕 우티얀 체랄라탄이 이름 붙였다고 하는 티루비탐코드 아라팔리 또는 '토마이야르' (Thomaiyar), '코빌' (Kovil)은 타밀나두주 칸야쿠마리의 티루비탐코드 에 위치해 있으며, 이곳은 세계적으로 성 토마스 순례지로 선포되어 있다i. 기독교가 서기 6세기쯤에 들어서는 인도에 뿌리를 잡았으며, 일부 공동체에서는 시리아어 전례를 사용했다고 하는, 일반적인 학계의 합의가 존재한다. 인도의 기독교는 아시리아 교회, 가톨릭 교회, 개신교, 오리엔트 정교회 등 다양한 교파들로 이뤄져 있다.
대부분의 기독교인들은 남인도, 특히 케랄라주, 타밀나두주, 고아주에 거주하며, & 기독교인들의 평균 수치는 뭄바이 대도시권 같은 곳에선 3.45% 정도다. 북동인도에서도 많은 기독교 인구가 존재한다. 천주교는 16세기에 전파되었으며, 특히 포르투갈령 고아 및 봄베이에서 전파됐다. 개신교는 18세기의 개신교 선교사들에 의해 전래됐다.

#### 이슬람교

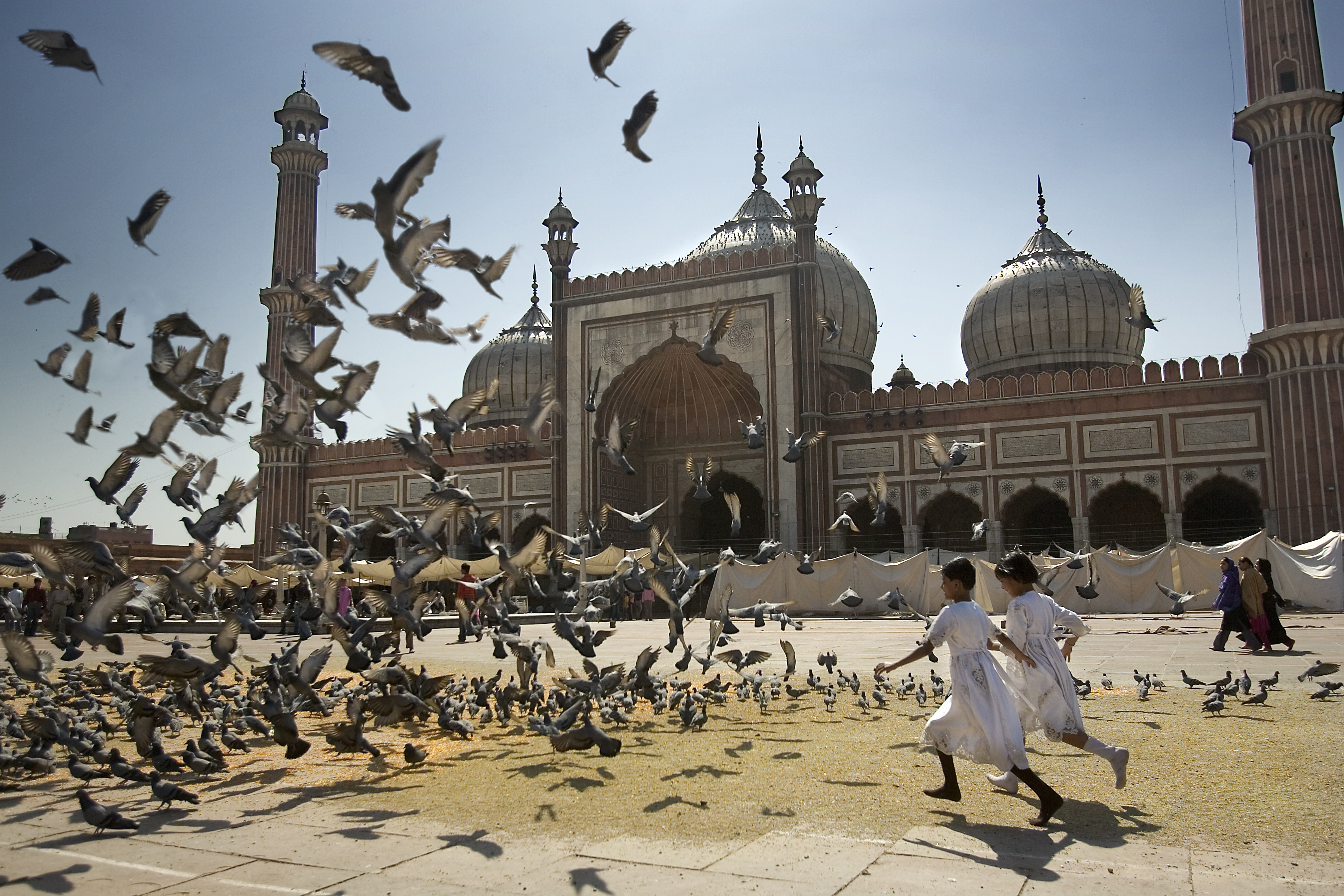
인도에서 가장 큰 모스크 중 하나인 델리의 자마 마스지드 앞에서 비둘기 때를 좇는 아이들.

이슬람교는 7세기 초 말라바르 해안에 온 아랍 상인들을 통해 인도에 전해졌고 인도아대륙이 무슬림의 지배 하에 놓인 시절에 주요 종교가 되었다. 체라만 주마 모스크는 케랄라주 트리수르의 메탈라에 위치한, 인도의 최초의 모스크이다. 한 전설에서는 서기 629년에 지어졌다고 하며, 이 전승에 따르면 현재까지 운영 중인 인도아대륙 내 모스크 중 가장 오래된 곳이 된다. 인도 내 이슬람교 성장은 델리 술탄국 (1206년-1526년)과 무굴 제국 (1526년-1858년) 치하에서 신비주의 수피즘의 전승에 많은 도움을 받아 대부분 이뤄졌다. 이슬람교의 성장은 지역 별로 고르지 못하며, 이슬람교는 벵골의 경우처럼 브라만 집단이 아닌 곳 뿐만 아니라 피상적으로 동화되지 않은 않은 집단들에게 대단한 매력을 끌었다.
최근 들어, 이슬람교는 인도에서 두 번째로 규모가 큰 종교이며, 전체 인구의 14.2% 또는 1억 7,200만 명이 이슬람교 신자라고 하였다 (2011년 인구 조사). 2024년 인도의 무슬림 수의 추정치는 204,760,392명으로 예상된다.
이슬람 다수 국가 외에 인도가 가장 많은 무슬림 수를 지닌 국가가 되었다

## 인구 조사 통계
| 지역       | 인구          | %     |
| ---------- | ------------- | ----- |
| 힌두교도   | 966,257,353명 | 79.8% |
| 무슬림     | 172,245,158명 | 14.2% |
| 기독교도   | 27,819,588명  | 2.3%  |
| 시크교도   | 20,833,116명  | 1.72% |
| 불교도     | 8,442,972명   | 0.7%  |
| 사르나이즘 | 4,957,467명   | 0.41% |
| 자이나교도 | 4,451,753명   | 0.37% |
| 코야푸넴   | 1,026,344명   | 0.08% |
| 그 외      | 1,953,923명   | 0.16% |
| 미응답     | 2,867,303명   | 0.24% |
| 합계       | 1,210,854,977 | 100%  |

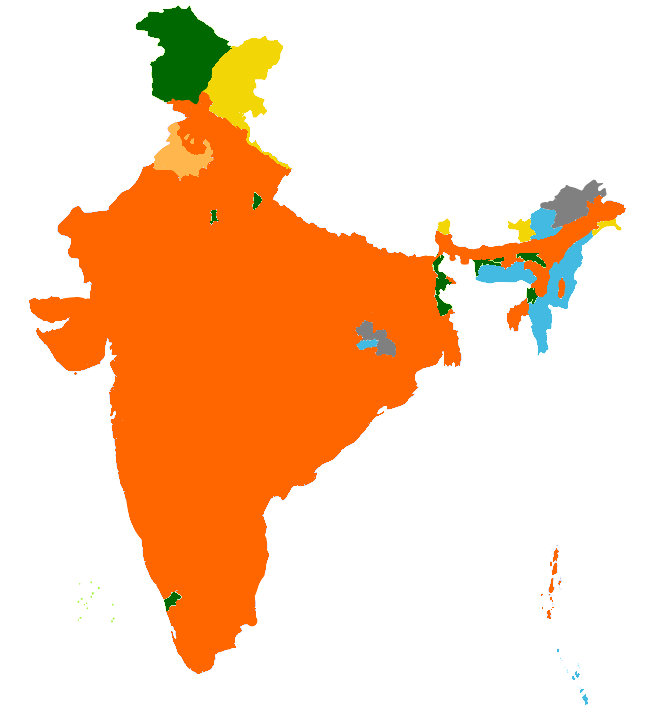
인도의 지역별 주요 종교 집단 지도.
힌두교도
이슬람교도
기독교도
시크교도
불교도
그 외

인도에는 '민족 소수 종교 집단' 지위를 부여받은 여섯 개 종교 집단인 이슬람교도, 기독교도, 자이나교도, 불교도, 조로아스터교도 (파르시인)가 존재한다.
| 종교 집단          | 인구 조사에 따른 인구 백분율 (전체 인구) | 인구 조사에 따른 인구 백분율 (전체 인구) | 인구 조사에 따른 인구 백분율 (전체 인구) | 인구 조사에 따른 인구 백분율 (전체 인구) | 인구 조사에 따른 인구 백분율 (전체 인구) | 인구 조사에 따른 인구 백분율 (전체 인구) | 인구 조사에 따른 인구 백분율 (전체 인구) | 1951년 이후 성장률 변화 |
| 종교 집단          | 1951                                     | 1961                                     | 1971                                     | 1981                                     | 1991                                     | 2001                                     | 2011                                     | 1951년 이후 성장률 변화 |
| ------------------ | ---------------------------------------- | ---------------------------------------- | ---------------------------------------- | ---------------------------------------- | ---------------------------------------- | ---------------------------------------- | ---------------------------------------- | ----------------------- |
| 힌두교             | 84.1%                                    | 83.45%                                   | 82.73%                                   | 82.30%                                   | 81.53%                                   | 80.46%                                   | 79.80%                                   | 5.12%                   |
| 이슬람교           | 9.8%                                     | 10.69%                                   | 11.21%                                   | 11.75%                                   | 12.61%                                   | 13.43%                                   | 14.23%                                   | 45.21%                  |
| 기독교             | 2.3%                                     | 2.44%                                    | 2.60%                                    | 2.44%                                    | 2.32%                                    | 2.34%                                    | 2.37%                                    | 3.04%                   |
| 시크교             | 1.79%                                    | 1.79%                                    | 1.89%                                    | 1.92%                                    | 1.94%                                    | 1.87%                                    | 1.72%                                    | 3.91%                   |
| 불교               | 0.74%                                    | 0.74%                                    | 0.70%                                    | 0.70%                                    | 0.77%                                    | 0.77%                                    | 0.70%                                    | 5.41%                   |
| 자이나교           | 0.46%                                    | 0.46%                                    | 0.48%                                    | 0.47%                                    | 0.40%                                    | 0.41%                                    | 0.37%                                    | 19.56%                  |
| 조로아스터교       | 0.13%                                    | 0.09%                                    | 0.09%                                    | 0.09%                                    | 0.08%                                    | 0.06%                                    | 0.05%                                    | 61.53%                  |
| 무신론 또는 무종교 | 0.8%                                     | 0.8%                                     | 0.41%                                    | 0.42%                                    | 0.44%                                    | 0.8%                                     | 0.9%                                     | 12.51%                  |

다음은 인도의 종교 공동체 구성에 대한 개요:
| 종교 집단         | 인구 (2011년 기준) % | 증가 (2001–2011) | 성비 (2011) | 성비 (2011) | 성비 (2011) | 성비 (2011) | 문해율 (2011) (%) | 노동 참여율 (2011) (%) |
| 종교 집단         | 인구 (2011년 기준) % | 증가 (2001–2011) | 합계        | 교외        | 도심        | 아동        | 문해율 (2011) (%) | 노동 참여율 (2011) (%) |
| ----------------- | -------------------- | ---------------- | ----------- | ----------- | ----------- | ----------- | ----------------- | ---------------------- |
| 힌두교            | 79.80%               | 16.8%            | 939         | 946         | 921         | 913         | 73.3%             | 41.0%                  |
| 이슬람교          | 14.23%               | 24.6%            | 951         | 957         | 941         | 943         | 68.5%             | 32.6%                  |
| 기독교            | 2.30%                | 15.5%            | 1023        | 1008        | 1046        | 958         | 84.5%             | 41.9%                  |
| 시크교            | 1.72%                | 8.4%             | 903         | 905         | 898         | 828         | 75.4%             | 36.3%                  |
| 불교              | 0.70%                | 6.1%             | 965         | 960         | 973         | 933         | 81.3%             | 43.1%                  |
| 자이나교          | 0.37%                | 5.4%             | 954         | 935         | 959         | 889         | 94.9%             | 35.5%                  |
| 그 외/종교 미응답 | 0.90%                | n/a              | 959         | 947         | 975         | 974         | n/a               | n/a                    |

참조: 2001년과 비교했을 때, 인도의 인구는 2011년에 17.7%만큼 증가했고, 평균 성비는 여자 943명 대 남자 1,000명, 문해율은 74.4%, 그리고 평균 노동 참여율은 39.79%였다.

## 종교

### 힌두교

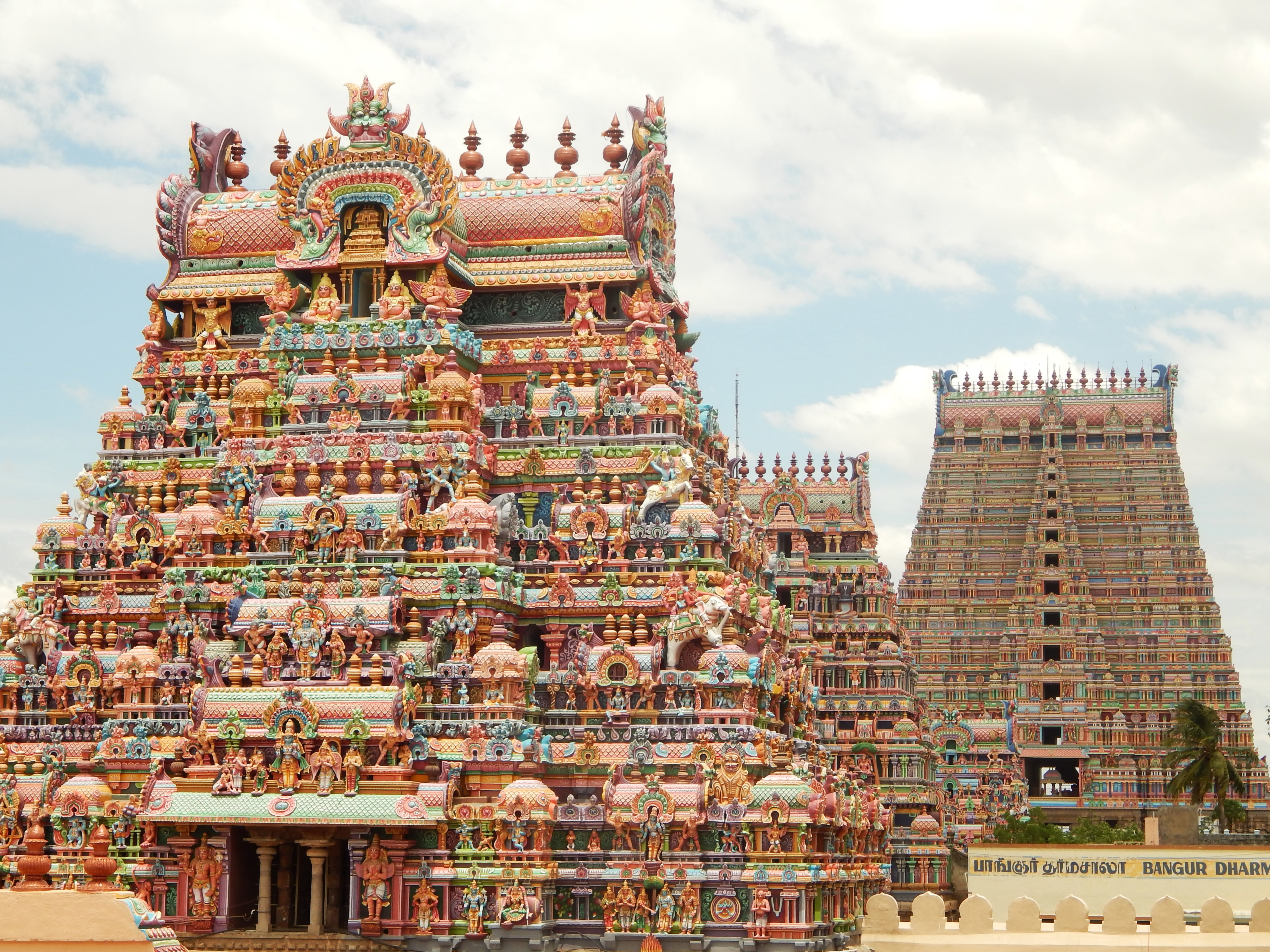
랑가나스와미 사원

힌두교는 인도에서 가장 큰 종교 집단을 이루고 있는 고대 종교로, 2011년 기준으로 전체 인구의 79.8%에 해당하는, 9억 6,600만 명 가량의 신자들을 보유하고 있다. 힌두교는 다양한 형태를 취하고 있으며, 일신교, 단일신교, 다신교, 내재신론, 범신론, 일원론, 무신론, 애니미즘, 불가지론, 영지주의 등의 특징들을 보이고 있다. 본래 지리적 묘사 표현이던 '힌두' (Hindu)는 산스크리트어 '신두' (Sindhu, 인더스강에 대한 옛 명칭)에서 비롯했고, '신두강의 땅'의 사람들을 가리켰다. 전통 종교를 따르는 힌두교도들은 자신들의 종교를 '사나타나 다르마' (Sanatana Dharma, 불멸의 길)이라 부른다. 사나타나 다르마의 신자들은 자신들을 '사나타니' (Sanatani)라 칭하며, 이 단어는 힌두교 신자를 가리키는 본래 지칭어였다.

### 이슬람교

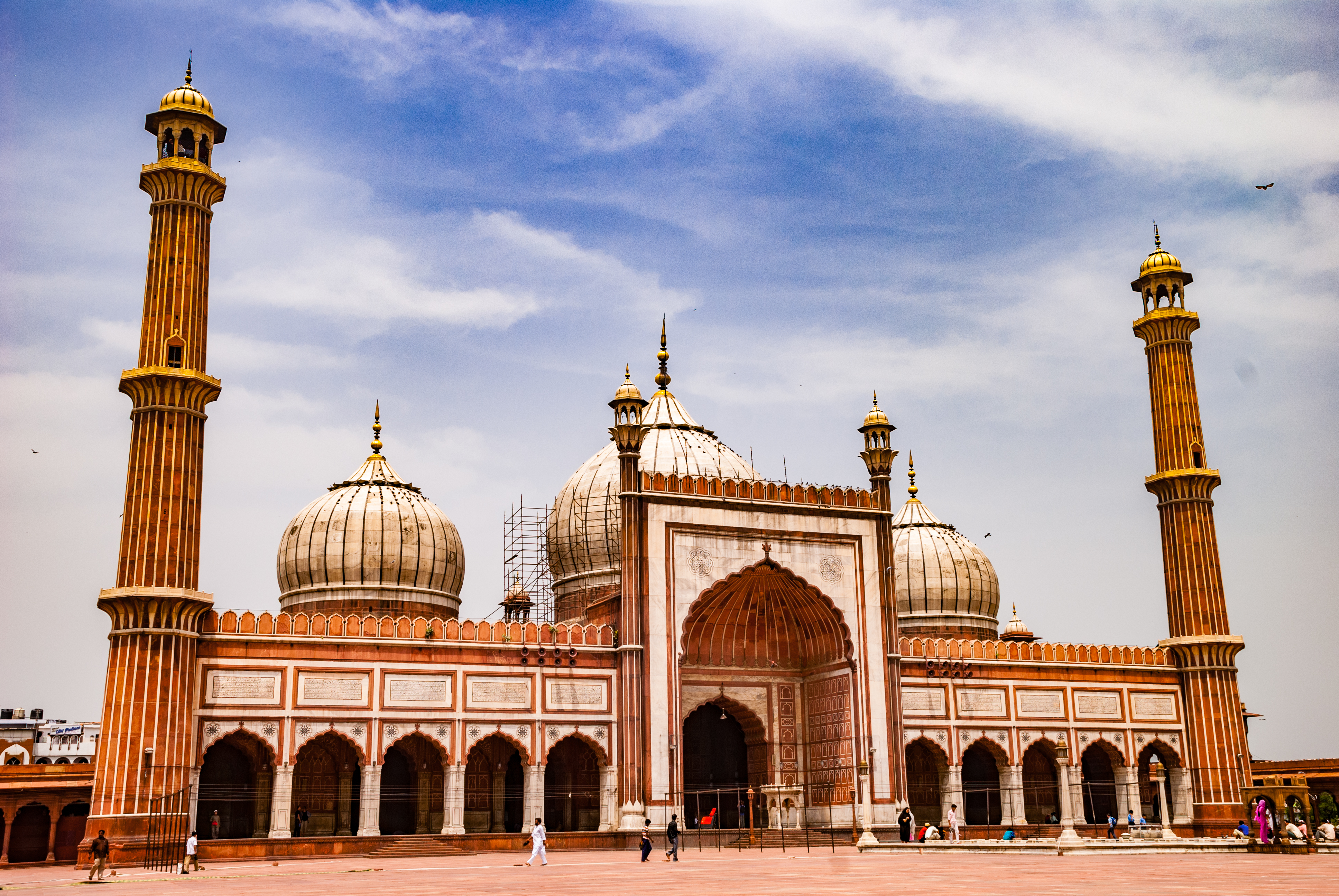
자마 마스지드

이슬람교는 유일신 신앙과 모범적인 무함마드의 행보를 중심으로 한 일신론 종교이며 인도에서 가장 큰 소수 종교 집단이다. 전체 인구의 14.2% 즉 대략 1억 7,220만 명의 사람들이 자신들을 이슬람교 신자라고 인식하였다 (2011년 인구 조사). 이 점으로 인도가 이슬람교가 다수를 차지하는 국가들을 제외하면 무슬림들이 가장 많은 나라가 되었다. 무슬림들은 잠무 카슈미르와 락샤드위프 지역에서 다수 집단이며, 우타르프라데시주, 비하르주, 서벵골주, 아삼주, 케랄라주 등에 밀집하여 거주하고 있다. 교파에 관하여 인도 내에서 실시된 특별 인구 조사는 없었으나, 자료들에서는 수니파가 가장 큰 교파로 나타나며, 시아파와 아흐마디야도 상당한 신자가 있다. 타임스 오브 인디아와 DNA 등의 인도 매체들은 2005년 중엽에서 2006년 사이 인도의 시아파 무슬림들이 인도의 전체 무슬림 수의 25퍼에서 31퍼 사이라고 보도했으며, 이들의 수를 4천 만에서 5천 만 사이로 보았다.

### 기독교

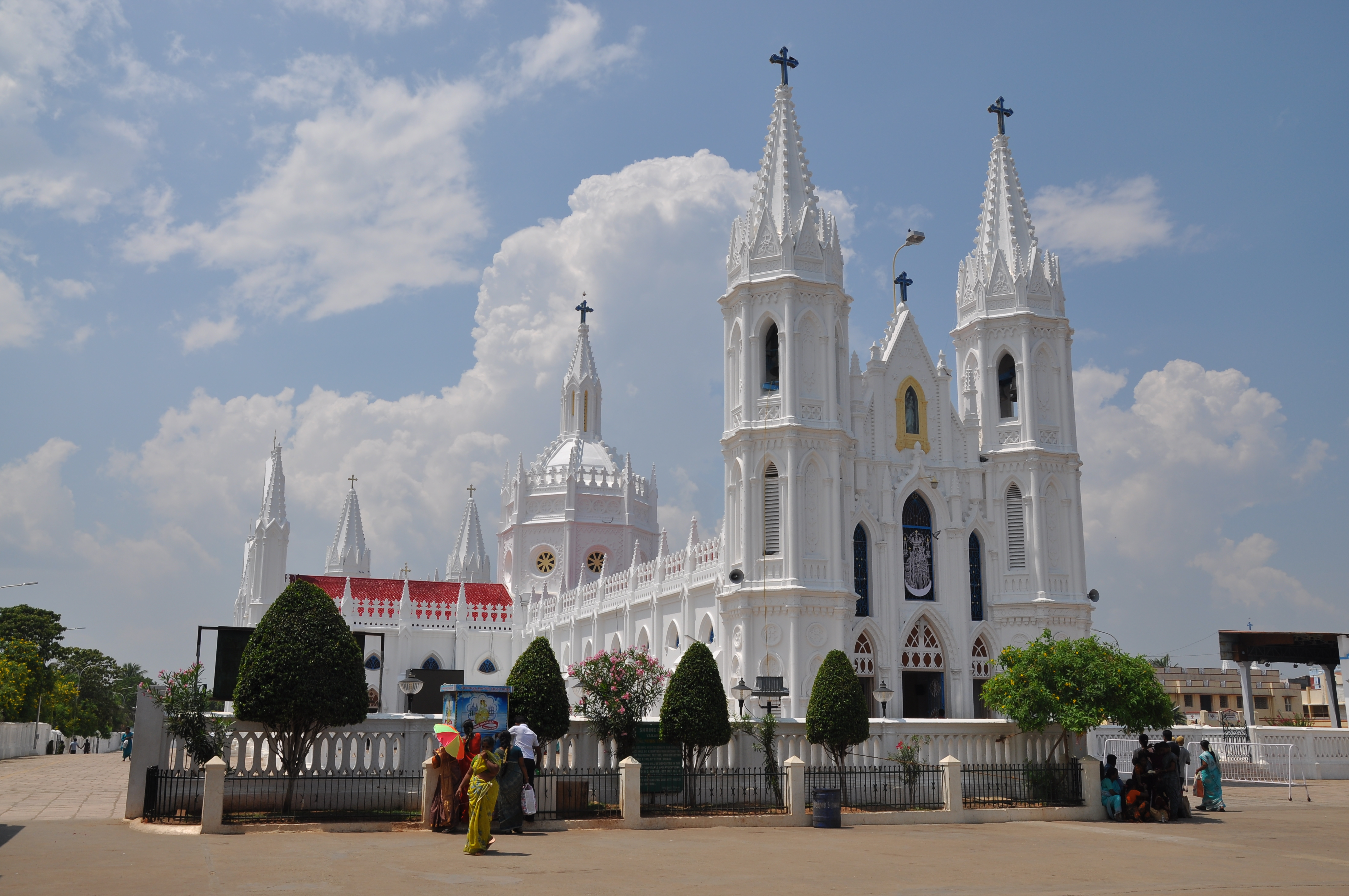
타밀나두의 벨란카니에 위치한 건강의 성모 마리아 대성당은 가톨릭의 성모에게 헌정된 성소이다.

기독교는 신약 성서에 등장한 예수의 생애와 가르침을 중심으로 한 일신론 종교이며 인도에서 세 번째로 큰 종교로, 전체 인구의 2.3%를 이룬다. 인도의 기독교 전파는 사도 토마에서 비롯했다고 하며, 그가 서기 52년에 말라바르 해안에 도착했다고 전해진다.
성 토마스 기독교인에서 전해지는 인도의 기독교 기원에 관한 전승에서는 서기 52년 케랄라 해안가에 있던 고대 항구 도시 무지리스에 예수의 열두 제자 중 한 명인 성 토마가 도착한 것을 언급한다. 상카라망갈람(Sankaramangalam), 파칼로맛탐(Pakalomattam), 칼리(Kalli), 칼리얀칼(Kaliyankal) 등의 가문들이 기독교계 가문들로 여겨지며, 과거에는 대부분의 시리아 기독교계 귀족 가문들은 이들 가문들의 후손이라 주장하곤 했었다.
1세기에 아람어를 구사하는 갈릴리의 유대인들이 케랄라로 왔을 가능성이 있기도 하다. 당시에 코친 유대인들이 케랄라에 있었다고 알려져 있으며 사도와 인도가 관련 가장 초기의 문헌은 3세기 초 에데사에서 쓰인 것으로 추정되는 토마 행전이다.
토마 행전은 기독교를 인도로 전파하는 토마의 여정을 묘사하고 있으며, 이 전승은 이후에 '톰마 파르밤' (Thomma Parvam, 토마의 노래)이라고 하는 초기 인도의 사료들로 확장되었다. 일반적으로 그는 말리안카라에 도착하여 일곱 개 교회당과 임시 교회당들 (Kodungallur, Kollam, Niranam, Nilackal (Chayal), Kokkamangalam, Kottakkavu, Palayoor, Thiruvithamcode Arappalli and Aruvithura church)을 세웠다고 묘사된다. 암브로시우스, 나지안조스의 그레고리오스, 히에로니무스, 시리아의 에프렘 등 3세기와 4세기 사이의 다수의 로마 작가들 역시도 토마의 인도행을 언급하기도 했으며, 한편 에우세비우스는 그의 스승 판타이누스가 2세기에 인도의 기독교 공동체를 방문했었다고 기록했다. 이 기독교 공동체는 주로 상인들이었다고 한다.
기독교는 영국의 식민지 기간 인도의 나머지 지역으로 퍼졌다. 기독교인들은 나갈랜드주와 미조람주, 메갈라야주의 토착민들 중 대다수를 이루고 있으며, 마니푸르주, 고아주, 케랄라주, 뭄바이주 등에서도 상당한 수를 지녔다.

### 시크교

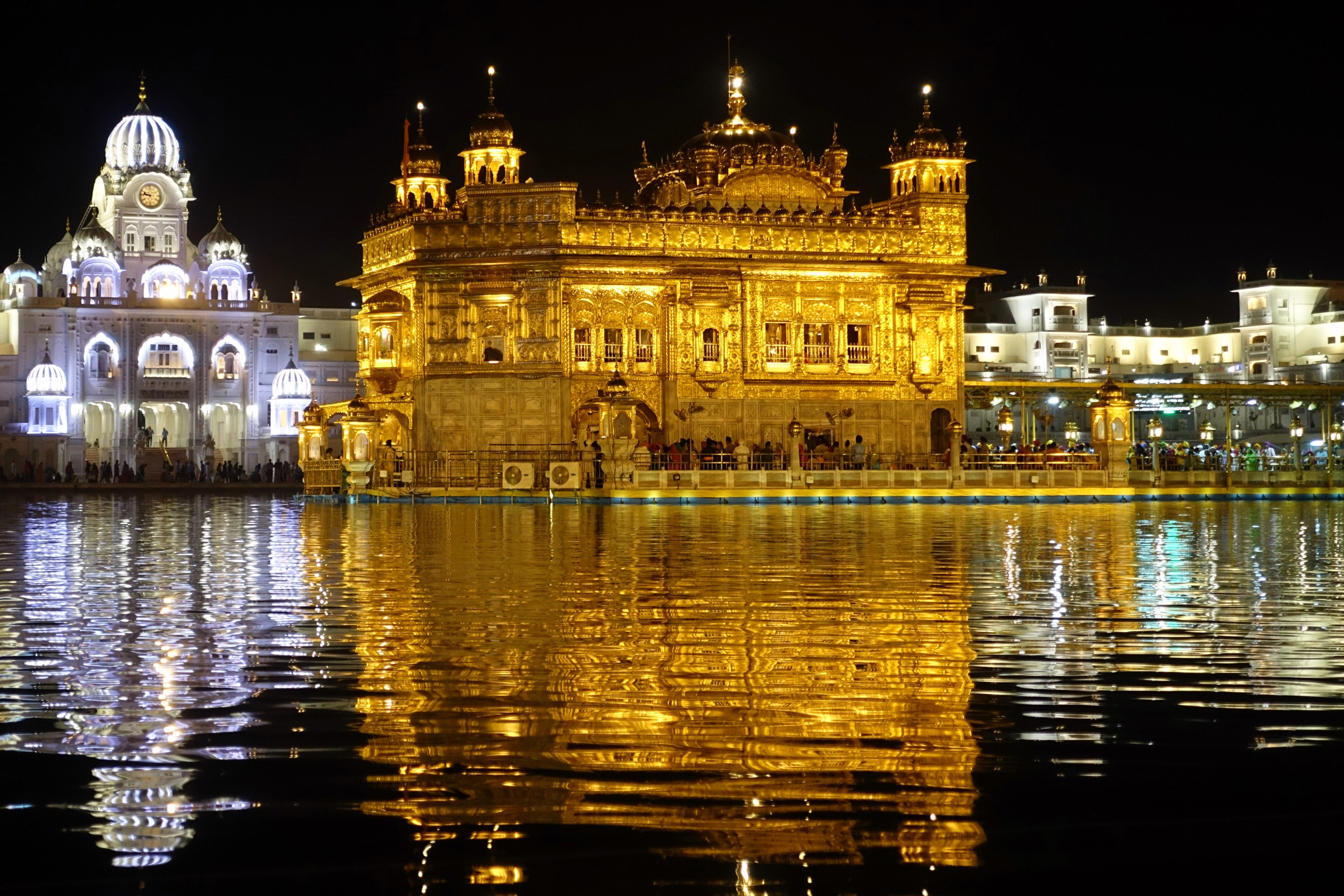
시리 하르만디르 사히브 (황금 사원)

시크교는 15세기 펀자브에서 구루 나나크와 후계 아홉 명의 구루들의 가르침으로 시작된 일신론 종교이다. 2011년 기준, 인도 내 시크교도 2,080만 명이 존재했다. 펀자브주는 시크교도들의 영적인 근거지로, 시크교도가 다수를 이루고 있는 인도의 유일한 주이다. 또한 인접한 찬디가르, 히마찰프라데시주, 잠무 카슈미르의 잠무 지방, 델리, 하리아나주 등에도 상당한 신자들이 존재한다. 이 지역들은 과거 대펀자브의 일부이었다. 그럼에도 인도의 나나크 신자 (나나크판티)의 수에 대해 정확한 자료는 없으나, 약 1,400만 명, 즉 천만 단위로 존재하는 것으로 여겨진다. Shiromani Gurdwara Prabandhak Committee의 Karnail Singh Panjoli는 '나나크판티스' 내에 여러 공동체들이 존재한다고 하였다. "Sikhligarh, Vanjaarey, Nirmaley, Lubaney, Johri, Satnamiye, Udaasiyas 같이 스스로를 나나크판티라 칭하는 공동체들이 있다. 이들은 구루 나나크와 스리 구루 그란트 사히브를 따른다."

### 불교

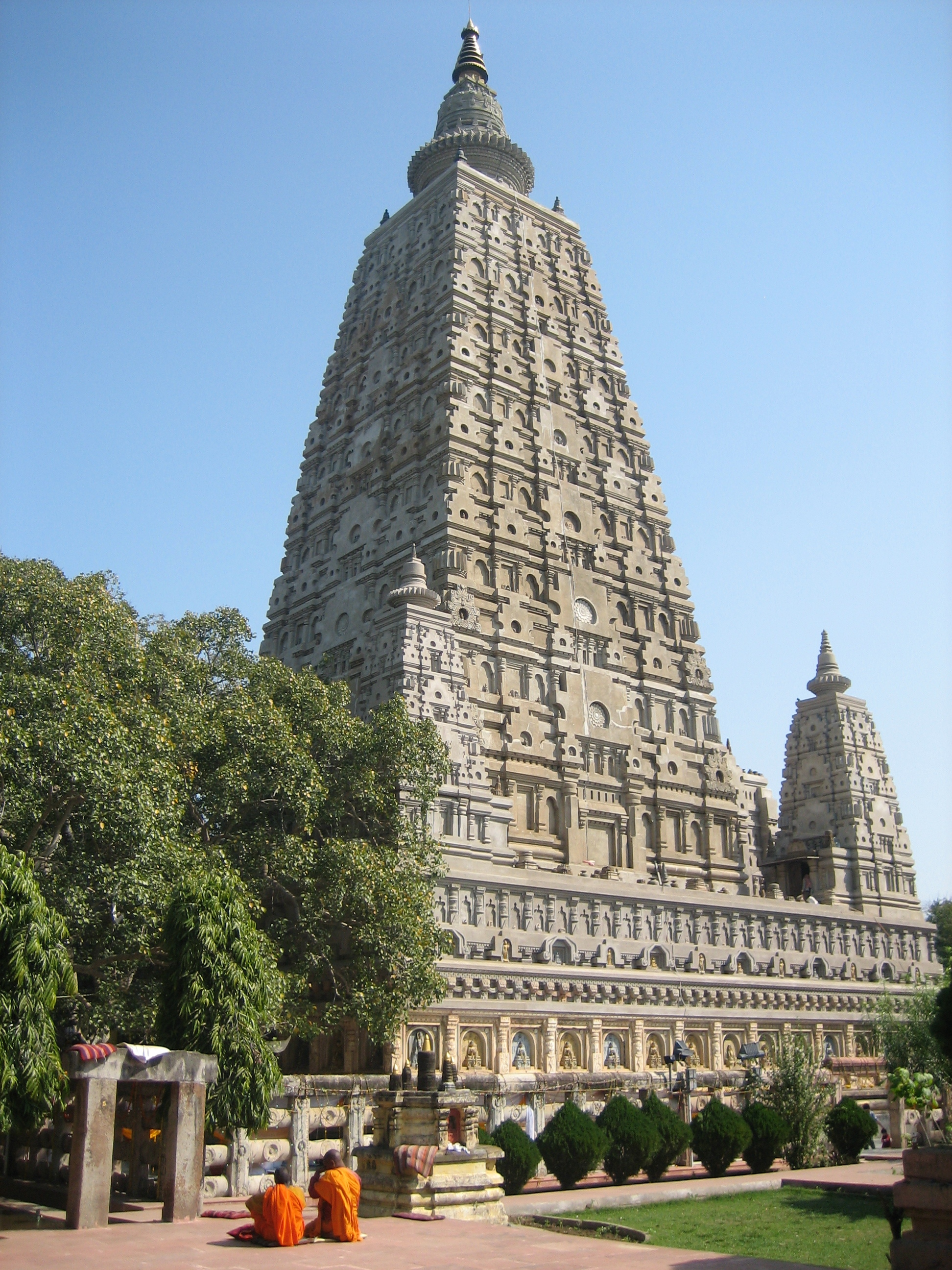
마하보디 사원

불교는 인도의 초신론적 종교 및 철학이다. 인도 내 약 850만 명의 불교 신자들이 거주하고 있으며, 전체 인구의 약 0.7%에 해당한다. 불교는 주로 히말라야산맥의 산 바로 아래 지역들에서 주로 믿으며 시킴주, 아루나찰프라데시주, 라다크, 서벵골의 다르질링, 히마찰프라데시주의 라홀 스피티 지구에서 주요 종교이다. 게다가, 마하라슈트라주에도 상당한 수의 불교도들이 거주한다. 이들은 힌두교의 카스트 풍습에서 벗어나기 위해 불교를 수용한 빔라오 람지 암베드카르의 영향력 하에 있던 신승불교 신자들이다. 암베드카르는 19세기와 20세기의 인도 불교 부활에 있어 스리랑카의 아나가리카 다르마팔라, 치타공의 크리파사란 마하스타비라와 더불어 중요한 인물이었다. 1959년 중국의 티베트 점령을 피해 인도로 탈출하여 히마찰프라데시주 맥레오드간즈의 다람살라에 티베트 망명 정부를 세 제14대 달라이 라마 텐진 갸초가 인도 내 불교의 재기를 가속화하기도 하였다. 1975년 인도 연방에 합류한 시킴의 종교는 밀교로, 파드마삼바바 또는 구루 우겐가 존경받는 존재이다..

### 자이나교

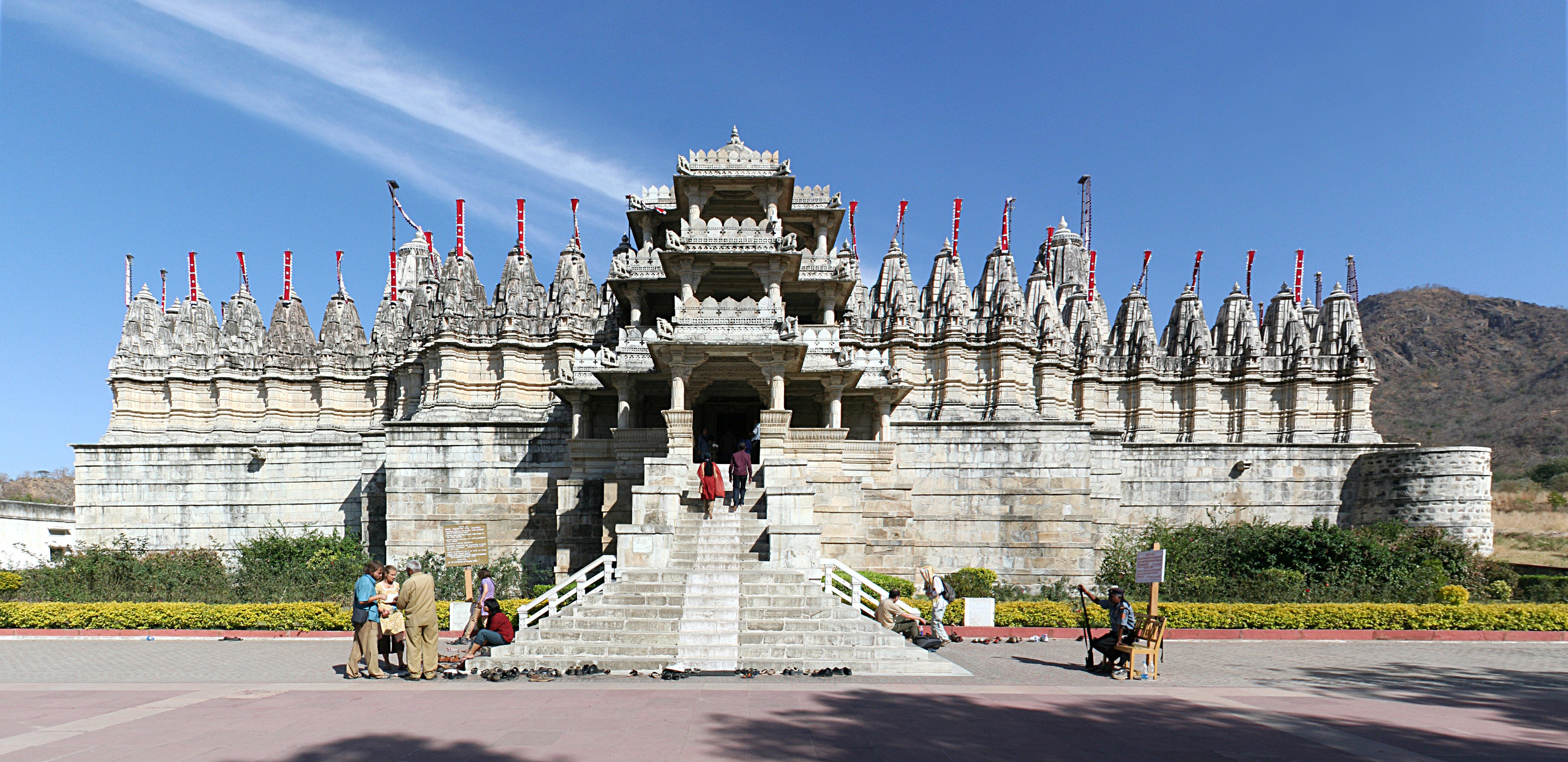
라낙푸르 자이나교 사원

자이나교는 철기 시대 인도에서 기원한 비유신론 종교 및 철학 사상이다. 자이나교도는 인도 인구의 0.4% (약 445만)를 이루고, 구자라트주, 카르나타카주, 마디아프라데시주 ,마하라슈트라주, 라자스탄주에 집중되어 있다.

### 유대교

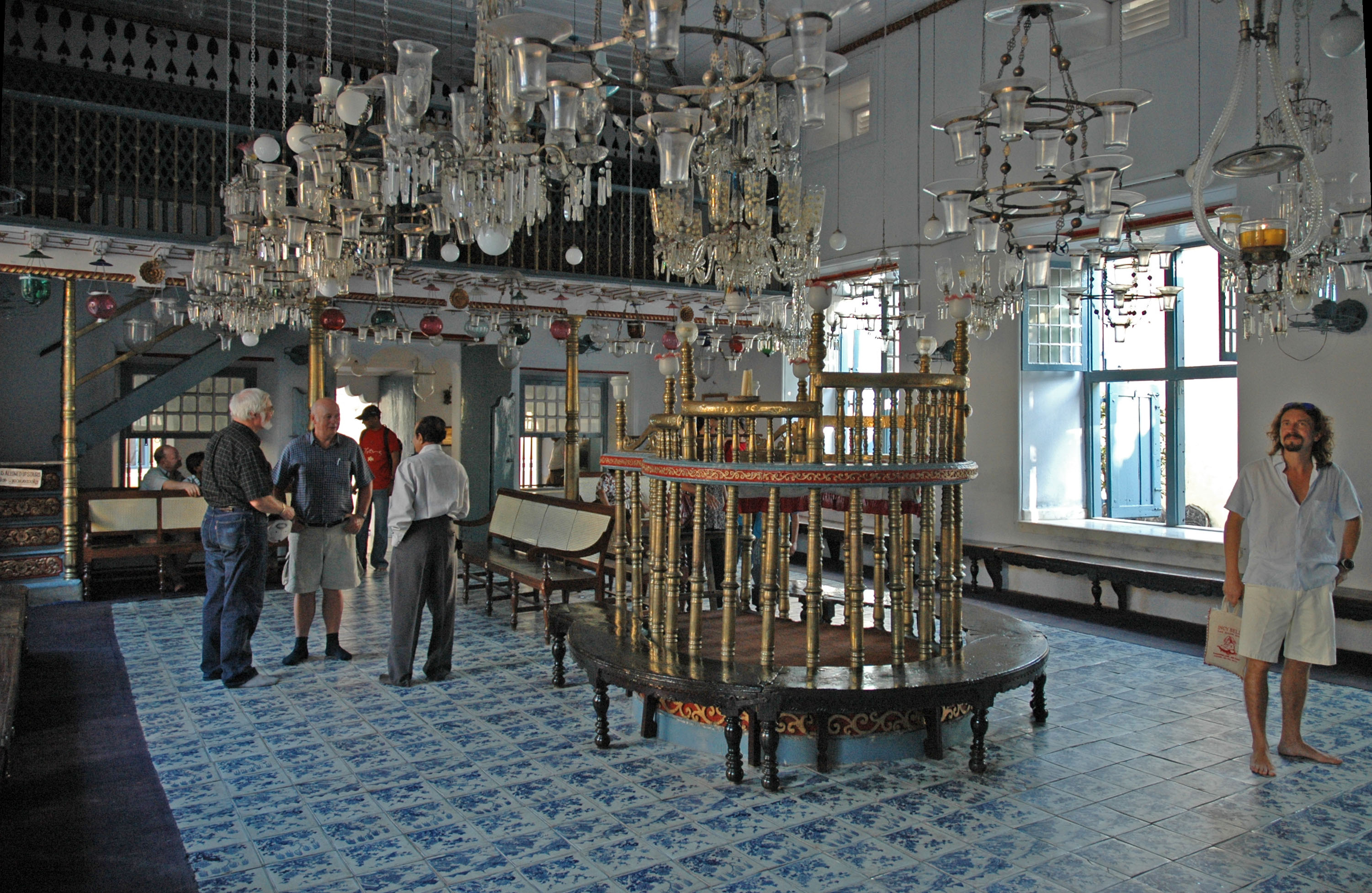
코친의 파라데시 시나고그 내부.

인도에도 존재하는, 유대교는 레반트에서 기원한 일신론 종교이다. 오늘날에는 아주 적은 수의 인도계 유대인들이 존재한다. 과거에는 인도 내 유대인들이 더 많았으며, 케랄라주의 코친 유대인, 마하라슈트라주의 베네 이스라엘, 뭄바이 인근의 바그다디 유대인 등이 있었다. 인도 독립 이래로, 인도에는 주로 개종자들로 이루어진 유대인 공동체 두 곳이 형성되었으며 미조람주와 마니푸르주의 브네이 므낫세, 그리고 '텔루구 유대인' (Telugu Jews)이라 불린 베네 에프라임이다. 인도계 유대인 약 9만 5천 명 중, 현재 인도에 남아 있는 유대인은 2만 명도 채 되지 않는다. 인도 내 일부 지역은 이스라엘인들에게 특히 인기가 많아, 계절에 따라 현지 유대인 인구가 일시적으로 증가하기도 한다.

### 그 외 종교

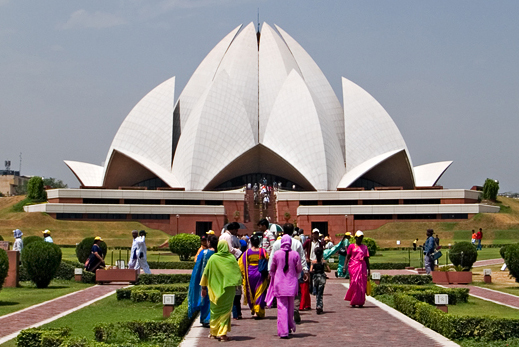
인도 델리에 있는 바하이교의 로투스 사원

2001년 인구 조사에 따르면, 파르시인 (인도의 조로아스터교 신자들이 인도 전체 인구의 약 0.006%를 차지하며, 상대적으로 뭄바이시 인근에 집중되어 있다. 파르시인은 인도에서 약 61,000명으로 집계된다.
인도에는 도니폴로 같은 부족 종교들이 존재한다. 산탈은 산탈족들이 믿는 많은 부족 종교들 중 하나이며, 400만 명에 이르는 산탈족 중에 이 종교를 믿는 이들은 23,645명에 불과하다.
인도 내 바하이교 신자들의 정확한 수를 파악하는 일은 까다롭다. 바하이교는 1850년경에 이란에서 인도로 전해졌고 인도의 무슬림들에서 개종자들이 있었다. 먼저 1910년경에 시크교도와 힌두교도에서 개종자들이 있었고, 1960년 기준으로 인도 전역에서 바하이교 신자는 1,000명이 겨우 넘었다. 1961년을 시작으로, 카스트 제도에 놓여있는 여러 사람들이 바하이교 신자가 되었고, 1993년경 바하이 신자들은 약 220만 명에 이른다고 보고되었으며,{{sfn|Smith|2008|p=94} 이후 사료에서는 200만 명이나, 백만 명이 넘는다고 하였다.

### 무종교
인도 내 약 290만 명은 2011년 인구 조사 당시에 종교를 밝히지 않았고 '미응답' 분류에 속해졌다. 이들은 인도 인구의 0.24% 정도이다. 이들의 수는 2001년 인구 조사 당시 70만 명에서 연간 15%씩 네 배 정도로 크게 증가하였다. 드라비다 연맹의 지도자 K. 비라마니는 인도의 무신론자 수는 많은 사람들이 자신들이 무신론자라는 밝히는 것에 대한 두려움으로 인해 실제로는 더 많을 것이라 생각한다고 하였다.
2012년 WIN-Gallup의 종교 및 무신론 보고에 따르면, 인도인들의 81%가 종교적, 13%는 비종교적, 3%가 확고한 무신론자, 3%는 불확실 및 미응답자였다.

## 관계 법령
인도의 헌법 전문은 인도가 '자주적인 사회주의 세속 민주 공화국' (sovereign socialist secular democratic republic)임을 분명히 밝히고 있다. '세속' (secular)이라는 단어는 1976년 인도의 제42차 수정 헌법을 통해 전문에 삽입되었다. 이 표현으로 모든 종교에 대한 평등한 존중과 관용을 명시하고 있다. 인도는 국교를 가지고 있지 않으며 어떠한 종교에 대해서도 그것을 따르고, 설교하며, 전파할 권리를 보장하고 있다. 그 어떤 종교적 가르침도 정부가 지원하는 학교에서는 가르치면 안된다. S. R. 보마이 대 인도 연방 사건에서, 인도 대법원은 세속주의가 인도 헌법에 있어 중대한 신조이고 국가와 종교는 분리되어야 한다고 판결하였다.
종교의 자유는 인도 헌법에 따르면 기본권이다. 인도 헌법은 또한 시민들에게 국가 원칙로서 통일 민법을 부여하고 있다. 그렇지만 이 국가 원칙이 헌법상으로 강제성을 띠고 있지 않기에 현재까지는 이행되지 아니하고 있다. 인도의 대법원은 더욱이 갑작스러운 통일 민법의 입법이 국가의 통합에 있어 역효과를 낼 수가 있어, 점진적인 변화만이 이뤄져야 한다는 판결을 내렸다 (1996년 판나랄 반시랄 대 안드라프라데시주). 1994년의 마하리쉬 아베데슈 대 인도 연방 사건에서, 대법원은 정부애 공통의 민법을 도입하라는 직무집행명령 요구에 대 청원을 기각하였고, 해당 법률의 도입 책임은 입법부에 있음을 밝혔다.
인도를 기반으로 하지 않은 주요 종교 공동체들은 자체적인 개인법의 통제를 받는다. 무슬림, 기독교인, 조로아스터교인, 유대인들은 자신들에게만 적용되는 개인법을 갖고 있으며 힌두교도, 자이나교도, 불교도, 시크교도 등은 힌두 개인법으로 알려진 통일된 개인법의 통제를 받는다. 인도 헌법 제25조제2항의 제(b)목에 따르면, '힌두교도'에 대한 언급에는 '시크교, 자이나교, 불교를 신봉하는 사람들'도 포함된다고 명시되어 있다. 게다가, 1955년 힌두 혼인법은 자이나교도, 불교도, 시크교도의 법적 지위에 법적으로 힌두교도는 아니지만 힌두교도는 아니지만 "종교적으로는 힌두교도"라고 정의 내린다. 2005년 대법원은 자이나교도, 시크교도, 불교도 등은 그들이 믿는 종교가 비록 별개의 종교이긴 하지만 인도계 종교이고 상호 간 연관성을 띠기에 넓은 힌두교도의 범주 일부라는 의견을 내렸다.

## 양상
종교는 인도인의 삶의 방식에서 중대한 역할을 하고 있다. 의식, 예배, 그리고 기타 종교 활동은 개인의 일상생활에서 매우 두드러진 위치를 차지하며 또한 사회생활의 주요한 구성 요소 역할을 한다. 독실함의 정도는 개인마다 다양하며 최근 수십 년간, 종교의 독실성과 준수는 인도 사회에서 중요도가 덜해지고 있으며, 특히 도심의 젊은 층들에서 두드러진다.

### 의식
인도인들의 대부분은 매일 종교적 의식을 치른다. 대부분의 힌두교인들은 자택에서 종교 의식을 지킨다. 의식의 준수는 종교, 마을, 개인 마다 크게 다르다. 독실한 힌두교인들은 푸자, 그리고 목욕 후 새벽에 하는 야즈나라고 불리는 불의 희생 의식 (보통은 자택 사당에서 치르며, 일반적으로는 램프의 불을 켜고 신의 형상에 음식을 바친다), 베다 같은 종교 서적 낭독, 신들을 찬양하는 찬가인 푸라나 부르기 등을 매일 한다.
종교 의식의 주요 특징은 정결과 부정의 구분이다. 종교적 행동은 종교 의식 과정을 앞두거나 진행을 하며 극복하거나 중화되어야 하는, 그 행위를 하는 자의 어느 정도의 부정 또는 오염을 상정한다. 일반적으로 물과 동반되는 정화는 이에 따라 대부분의 종교 활동의 전형적인 특징이다. 그 외 특징에는 제물을 바치는 데서 오는 효용과,  자선 또는 선행을 통해 얻는 공로의 개념 등이 있으며 이 공로는 시간이 지남에 따라 축적되어 다음 생의 고통을 줄여준다고 여겨진다.
무슬림들은 주변 모스크의 '아잔' (기도를 위한 외침)으로 나타나는, 매일 특정 시간마다 다섯 차례 기도를 한다. 기도를 하기 전, 무슬림들은 보통 더러워지거나 먼지가 붙는 신체 부위를 씻어내는 '우두'라고 하는 의식으로 자신들을 청결하게 해야한다. 사차르 위원회가 실시한 최근 연구에서 무슬림 아동의 3–4%가 마드라사 (이슬람 학교)에 다니고 있는 것으로 밝혀졌다.

### 식단
인도의 식습관은 종교에 영향을 상당히 많이 받는다. 조사에 따르면, 인도인의 31%는 채식주의자라고 하였고, 주로 락토 채식주의를 한다고 한다. 채식주의는 시크교도, 무슬림, 기독교인, 바하이교도, 파르시인, 유대인 등한테서는 덜 흔하다. 인도인들의 대다수가 육류 섭취에 거부감이 없음에도, 세계적으로 보았을 때 인도는 1인당 육류 섭취가 낮은 편이다. 채식주의가 아닌 인도인들은 대개 가금류, 생선, 그 외의 해산물, 염소 및 양고기 등을 먹는 것 선호한다. 힌두교는 소고기를 먹는 것을 금기시하고 반면에 이슬람교에서는 돼지고기 섭취를 금기시 한다. 소수의 기독교인, 부족민, 일부 달리트 공동체에서는 소고기나 돼지고기를 먹는 것에 거부감의 없다.
자이나교는 모든 종파 및 전승을 따르는 신자들로 하여금 채식주의자가 되도록 요구한다. 거기다 자이나교도들이 땅에서 파서 나오는 어느 종류의 채소도 먹는 것을 금지하고 있다. 따라서 이 방침에서는 감자, 고구마, 생강, 당근, 마늘, 무 같은 뿌리 채소들을 자이나교식 식단에서 배제시킨다.

### 행사
출생, 혼인, 죽음 같은 때에는 종종 정교한 종교적 관습들이 동반된다. 힌두교에 있어서, 주요 생애 주기 의례에는 '안나프라사나' (아기가 첫 고형식을 먹는 것), '우파나야나' (브라만, 크샤트리아 같은 고위 카스트에 속하는 아이들이 행하는 '신성한
실의 의식'), '슈라드]' (죽은 자에게 경의를 표하는 의식) 등이 있다. 1995년 인도의 연구 보고서에 따르면, 인도 대부분 사람들에게 있어 젊은 남녀의 약혼과, 미래 결혼식의 정확한 날짜와 시간을 정하는 일은 부모들이 점성가와 상의하여 결정하는 사안이었다. 하지만 1995년 이래로 약혼의 비중이 상당히 낮아지며, 변화를 반영하고 있다.
이슬람교도들은 힌두교, 자이나교, 불교의 생애 주기 의례와 차이를 보이는 방식을 따르고 있다. 아잔, 출생, 머리를 미는 등을 포함하여 생애 처음을 기념하는 의례들이 일부 존재한다. 종교 가르침은 이르게 시작된다. 남성의 할례는 보통은 태어나자 이뤄지며 일부 가정에서는 사춘기가 지나고 진행되기도 한다.
혼인은 남편이 아내에게 메헤르 (Meher)라고 하는 비용 지불과, 사회적 모임 속에서 이루어지는 결혼 계약의 성립을 필요로 한다. 장례식이 끝나고 나서, 친구와 친지들은 유족들을 위로하기 위해 모이며, 쿠란을 읽고 낭동하며, 죽은 자들의 영혼을 위해 기도한다. 인도의 이슬람교는 위대한 수피의 성인들을 기념하는 성소들에서 특별한 중요성을 두는 점에서 독특한 특징을 지닌다.

### 순례

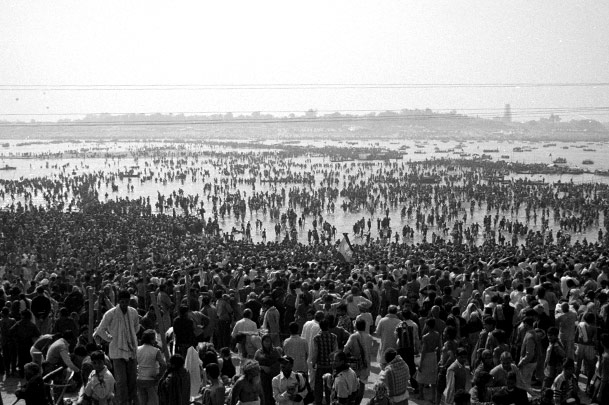
역대 규모가 가장 큰 종교 모임이었던, 알라하바드 (프라야그라지)에서 열린 2019년 프라야그 쿰브 멜라는 전 세계에서 1억 2,000만 명이 모여들었다.
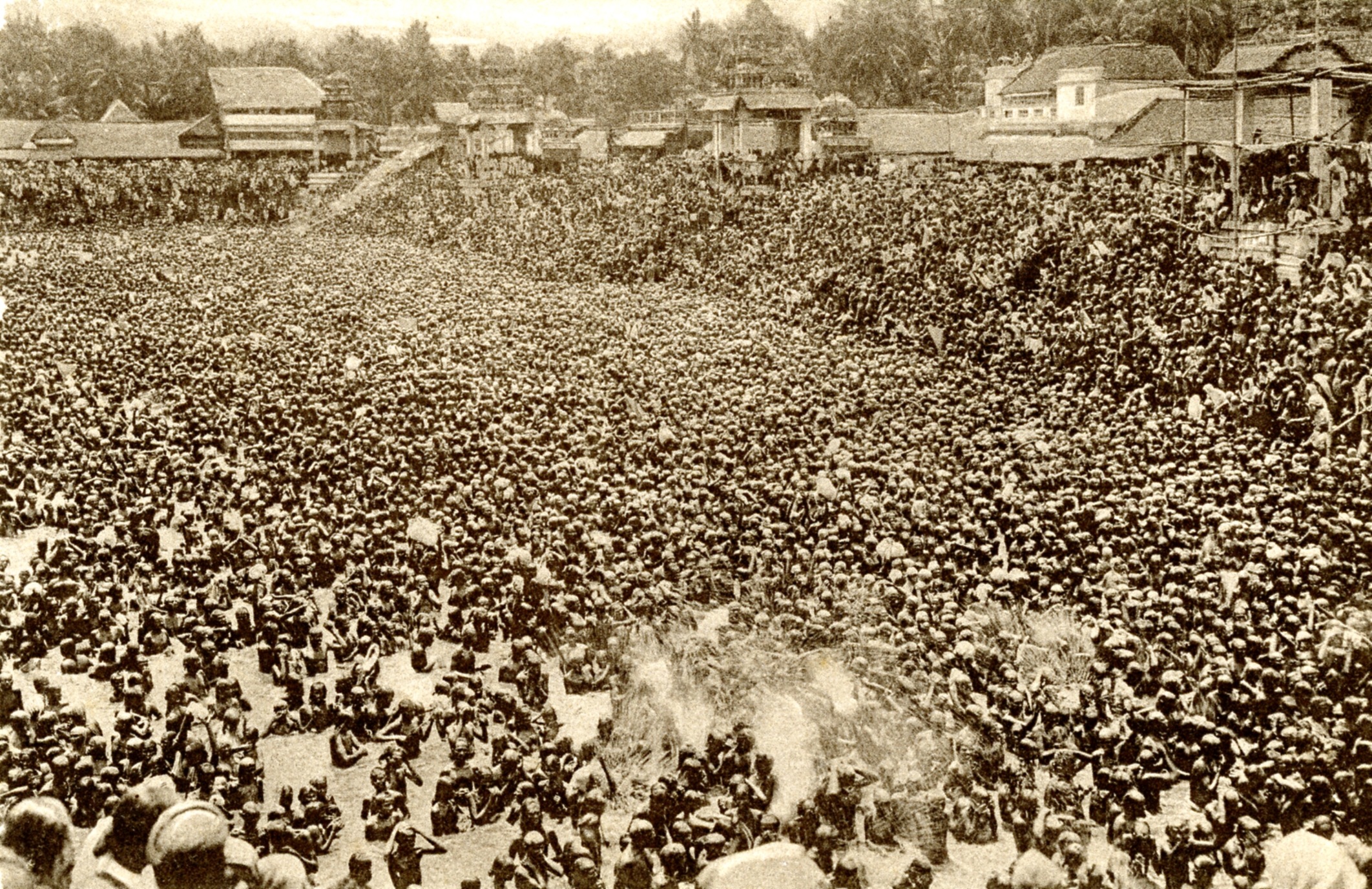
마하마감 축제는 타밀나두주에서 12년에 한번 기념되는 축일이다. 쿰바코남에서 개최되며 이 축제는 '남쪽의 쿰바멜라'라고도 불린다.
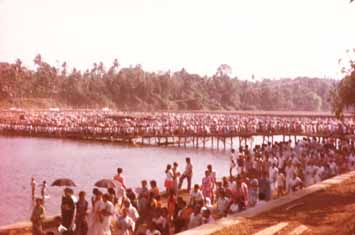
마르 토마 시리아 교회가 주최한, 아시아 최대 규모의 기독교 회의인 마라몬 컨벤션.
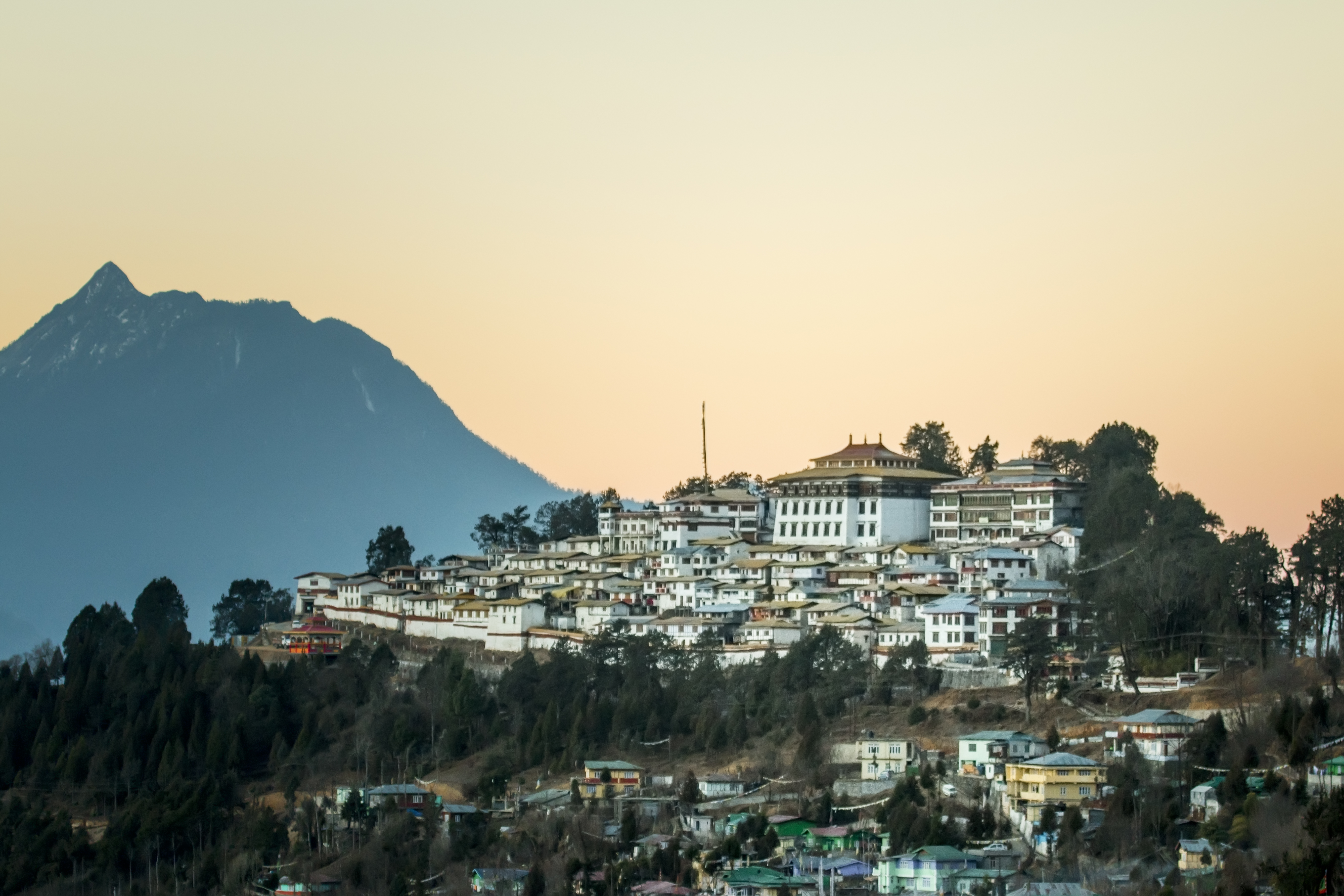
아루나찰프라데시주의 타왕 사원은 1600년대에 지어진 곳으로, 인도 내 최대 불교 사원이자 티베트 라싸의 포탈라궁 다음으로 전세계에서 규모가 큰 불교 사원이다.
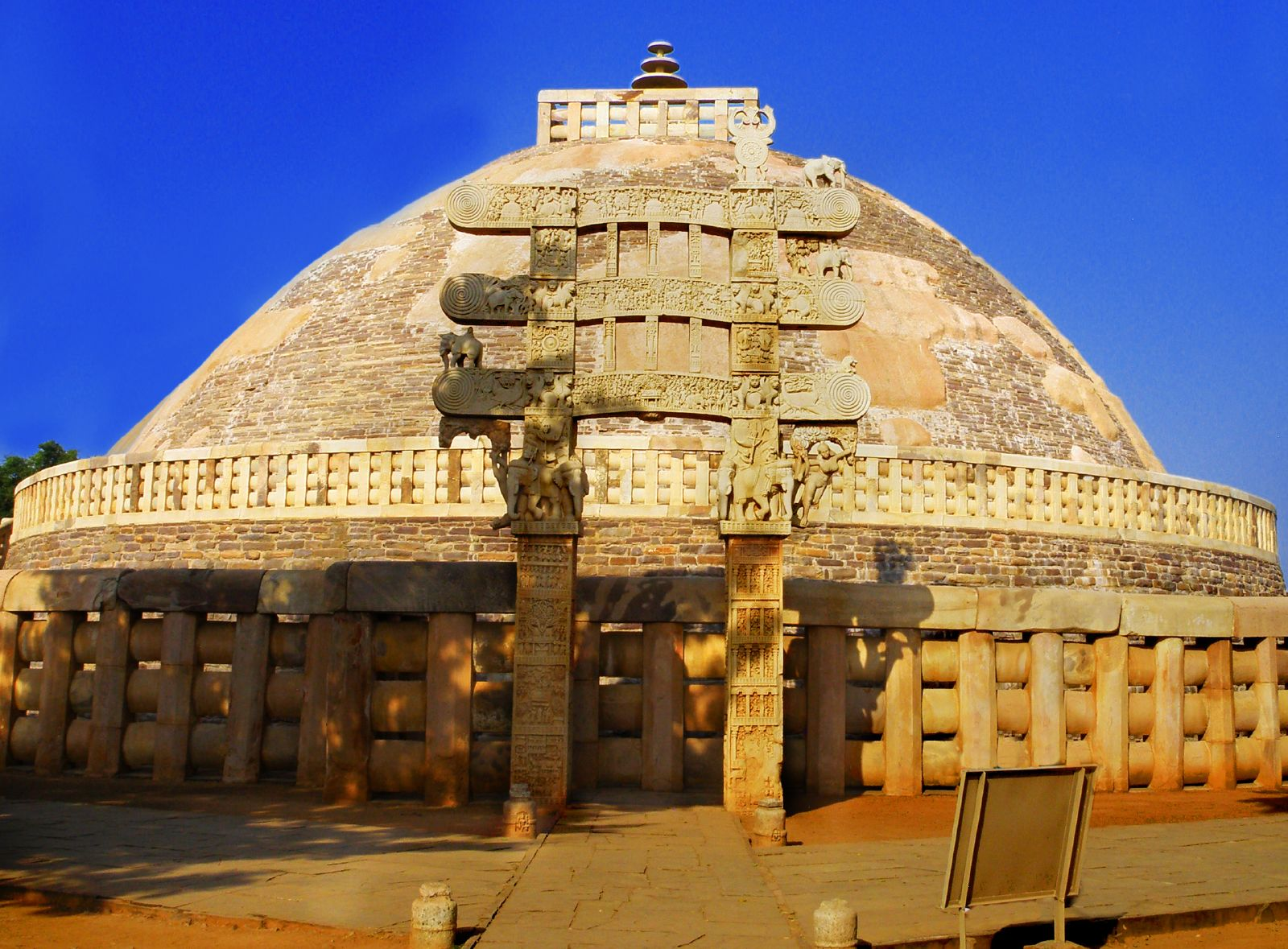
마디아프라데시주의 산치 스투파는 인도에서 가장 오래된 석조 구조물이다. 기원전 3세기 아소카 대왕에 의해 지어졌으며 붓다의 성물을 소장하고 있다.
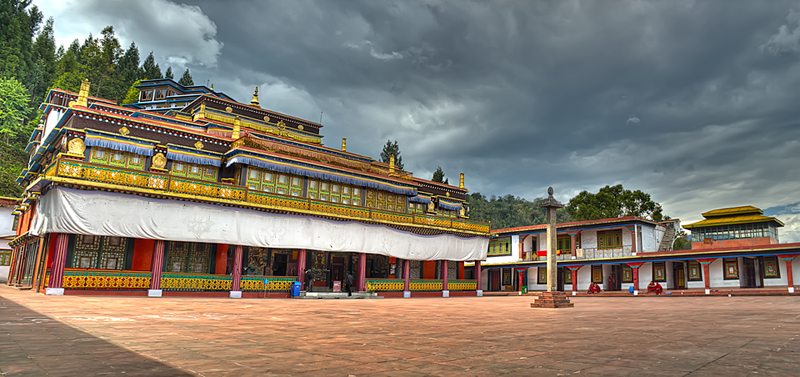
시킴의 룸테크 수도원은 북동인도의 주요 관광지 중 한 곳이다.

많은 힌두교 가정들은 자신들 가정의 수호신 또는 '쿨라데바타'를 갖고 있다. 이 신은 공통의 선조를 통해 서로 간의 관계성을 띠고 있는 혈족 또는 몇몇 가문들의 클랜에 있어서 일반적이다. 제주리의 칸도바가 일부 마하라슈트라 가문들의 쿨라데바타의 예시이며 그는 브라만부터 달리트에 이르는 일부 카스트들에 있어 흔한 쿨라데바타이다. 토착 또는 해당 지역의 신을 쿨라데바타로서 숭배하는 행위는 야다바 왕조 시기 때 시작되었다. 마하라슈트라 지역 사람들의 그 외 가문 신들에는 툴자푸르의 바바니, 콜라푸르의 마할락슈미, 마후르의 레누카, 티루파티의 발라지 등이 있다.
인도는 여러 종교들에 속하는 다양한 순례지들을 보유하고 있다. 힌두교인들은 전세계적으로 일부 인도의 신성한 도시들을 인정하고 있으며, 여기에는 알라하바드 (공식적으로는 프라야그라지), 하리드와르, 야라나시, 우자인, 라메스와람, 브린다반 등을 포함한다. 주요 신전 도시들에는 유명한 자간나타 사원이 위치하고 라트 야트라 축제가 열리는 푸리, 티루말라 벤카테스와라 사원이 있는 티루말라 - 티루파티, 바이슈노 데비 사원이 위치한 카트라 등이 있다.
바드리나트, 푸, 드와르카, 라메스와람 등은 힌두교에서 가장 신성한 사원들인 바드리나트 사원, 자간나트 사원, 드와르카디시 사원, 라마나타스와미 사원 등이 위치한 '차르 담'이라고 하는 종교 순례 코스를 이루고 있다. 히말라야의 도시인 바드리나트, 케다르나스, 강고트리, 야무노트리 등은 보다 규모가 작은 '초타 차르 담'이라고 하는 순례 코스를 이루고 있다. '쿰브 멜라' (항아리 축제)는 4년에 한번 열리는 힌두교의 가장 신성한 순례 행사 중 하나로, 열리는 장소는 알라하바드 (프라야그라지), 하리드와르, 나시크, 우자인 중에 돌아간다. 스와미토페의 탈라이마이파티는 아야바지파에 있어 주요 순례지이다..
불교의 8대 성지 중 일곱 곳이 인도에 위치해 있다. 부다가야, 사르나트, 쿠시나가르 등은 고타마 붓다 살아 생전에 중요한 장소 사건들이 있었던 장소이다. 산치는 아소카 대왕이 세운 불교의 승탑이 위치한 곳이다. 많은 불교 사원들이 불교의 존재감이 상당한 인도의 히말라야산맥 바로 밑에 산재해 있으며, 여기에는 시킴주의 룸테크 사원, 엔체이 사원, 페마양체 사원, 아루나찰프라데시주의 타왕 사원, 스피티의 케이 사원, 타보 사원, 다르질링의 굼 사원, 칼림퐁의 두르핀 다라 사원, 레의 티크세 사원, 다람살라의 남걀 사원 및 많은 사원들이 있다.
수니파 무슬림들에게 아지메르의 '다르가 샤리프' (Dargah Shareef)'가 주요 순례지이다. 그 외 이슬람교의 순례지에는 파테푸르 시크리의 [살림 키슈티]]의 무덤, 델리의 자마 마스지드, 뭄바이의 하지 알리 다르가가 있다. 아부산, 팔리타나, 파와푸리, 기르나르, 스라바나벨라골라에 위치한 딜와라 사원들은 자이나교의 주요 순례지 (티르타)이다.
암리차르의 하르만디르 사히브는 시크교에 있어서 가장 신성 시 되는 구르드와라이다.
상대적으로 새로운 순례지에는 메헤라바드에 위치한 메헤르 바바의 삼매로 전세계의 신자들이 이곳을 방문하고 있으며, 또한 쉬르디의 사이바바 사원도 있다.

### 소수 종교 및 종파
힌두교는 다른 종교들처럼 여러 특색을 띠는 하부 문화들을 갖고 있다. 위에서 언급된 주요 양상들은 힌두교 인구 대다수에게 해당되지만, 전부는 아니다. 각 주들이 개별 언어의 본거지인 거처럼, 힌두교는 다른 인도인들에게 공유되거나 공유되지 아니한 전통을 띠는 하부 문화를 품고 있다. 예시로 '프라자파티스' (Prajapatis)라고 불리는 구자라트 지역의 한 종파는 물을 모든 음식의 신성한 장신구로 여긴다. 음식을 먹기 전과 후에, 그곳의 신자는 오른손으로 물을 따르고 세 차례 물을 조금씩 마신다. 이는 정화의 몸짓으로 보여지며 음식을 신성한 것으로 보고 모든 이들은 음식을 만지기 전 자신들을 정화해야만 하는 것이다.
인도의 다른 소수 종파에서는 특정한 이름을 가지지 않고, 독특하게 가문의 마지막 이름만으로 구분된다. 이 발상은 북인도보다는 남인도에서 자주 사용된다. 예시로, 남인도에서 상대적으로 저명한 분파 중 하나는 일몰 이후에 중대한 결정을 내리거나, 새로운 일을 시작하는 것, 지적 혹은 영적인 행위를 하는 것을 금지하고 있다. 역사가들은 이 전통이 라후카알람 개념에서 비롯했을 것으로 보는데, 이 개념에 따르면 힌두교인들은 하루의 특정한 시기가 불길하다가 여긴다. 엄격한 가문의 신앙이 보다 제약적인 종교적 위계 구조의 형성으로 이어졌다고 여겨진다. 시간이 흘러, 이 신앙은 일몰 이후 주요한 행동을 하는 것을 막고 심지어는 오랫동안 깨어 있는 것조차 자제하도록 커진 것이다. 이 전승을 따르는 가문들의 예시에는 '구디바다' (Gudivada)', '파달라팔리' (Padalapalli), '판탐' (Pantham)', '카쉬압' 등이 있다.

## 독실성
인도인들의 독실성 (2012년 인구 조사)
인도는 인도 정부가 실시한 2012년 인구 조사에 따르면 12억 3천만 명의 인구가 존재한다. 2012년 WIN-Gallup Global Index의 종교 및 무신론 보고서에 따르면 , 인도인의 81%가 종교적이었고, 13%는 무종교적이었고, 3%는 확고한 무신론적이었고, 3%는 미응답자이었다.
케임브리지 대학교 출판부의 2004년 인구 조사에서 인도 내 거주하는 무신론자 및 불가지론자 1억 287만 명이 있는 것으로 밝혀졌으며, 이에 따라 전체 인구 11억 2,960만 명의 9.1%를 이루고 있다.

## 종교와 정책

### 정책
종교 정책, 특히나 힌두트바 운동에 따라 짜내진 종교 정책들은 20세기 말 인도의 정책에 많은 영향을 미쳤다. 인도의 카스트와 공동체 의식 등의 기저를 이루는 많은 요소들은 식민지 시대에 기원한 것이며, 이 당시 식민지 정부는 커져가는 인도 내 민족주의 정서를 예방하기 위해 자주 종교를 정치화 하였다. 입법 및 의회 기관에 대한 별도의 힌두교 및 이슬람 선거구가 설치된 1909년 인도 평의회법 (몰리-민토 개혁법으로 더 널리 알려짐)이 특히나 분열을 초래하여, 두 공동체 간 긴장 사태를 키워갔다.
하위 카스트들이 마주하는 높은 강도의 탄압으로 인해, 인도 헌법은 인도 사회의 특정한 계층들에 대한 적극적 우대조치 제공하고 있다.  인도 인민당들이 집권하고 있는 많은 주들은 개종을 더욱 어렵게 한 법률을 도입했는데 이들은 개종이 종종 강압적이거나 유혹에 의해 이루어진다고 주장한다. 민족주의 정당인 인도 인민당은 람 잔마보미 운동과 다른 주요 종교 문제들과 자신들의 지도자들이 연관되면 언론의 광범위한 주목을 받게 되었다.
인도의 정당들이 자신들의 경쟁 정당들을 상대로 한 유명한 고발은 그들이 특정 집단의 표를 얻기 위한 목적으로, 그 집단에 유리한 사안에만 정치적 지지를 표명하는 행위의 정치 (vote bank politics)를 한다는 것이다. 인도 국민회의와 인도 인민당 모두 상기 정치를 함으로써 사람들을 착취한다는 비판을 받고 있다. 이혼 소송인 샤 바노 사건은 많은 논쟁을 발생시켰으며 이때 국민회의는 대법원의 판결을 무효화하기 위해 의회 개정안을 도입하면서, 무슬림 보수층을 달래려 한다는 비난을 받았을 때였다. 2002년 구자라트 폭동 이후, 정당들이 텃밭 정치 (vote bank politics)를 휘둘렀다는 혐의가 있었다. 인도의 모든 정당들은 특정 공동체를 달래기 위해 주의 와크프 의회에 금전 지원을 하는 것으로 알려져 있다.
카스트 기반 정책 역시 인도 내에서 중요하며 카스트를 기반으로 한 차별과 할당 정치제는 뜨겁게 논쟁이 된 주요 이슈들을 지속시키고 있다.

### 공동체주의
공동체주의는 현대 인도의 종교 역사를 구축하는 데 중요한 역할을 하고 있다. 1947년 인도 독립 이후, 인도는 종교 구분을 따라 무슬림들이 다수인 파키스탄 자치령 (현재 파키스탄 이슬람 공화국과 방글라데시 인민공화국으로 구성)과 힌두교도가 다수인 인도 연방 (후대 인도 공화국) 등 두 개 국가로 [[인도의 분할|분할되었다. 분할은 펀자브, 벵골, 델리 및 인도의 다른 지역들에서 힌두교도, 무슬림, 시크교도의 폭동으로 이어졌고 이 폭력 사태의 결과로 500,000명이 사망했다. 인도와 파키스탄이라는 두 신생 국가 사이를 오간 1,200만 명의 난민은 현대 역사상 가장 거대한 집단 이주 중 하나를 이루었다.[Δ] 독립한 이래로, 인도는 대다수인 힌두교도와 소수인 이슬람교도 공동체 간의 내재되어 있는 긴장 사태에서 촉발된 일시적인 대규모 폭력 사태를 겪었다. 인도 공화국은 세속주의 국가이며 인도 정부는 어떠한 공식 종교도 인정하지 않는다.

### 집단 분쟁
집단 분쟁은 인도가 1947년에 독립한 이래로 주기적으로 인도를 괴롭히고 있다. 이 갈등의 근원 대부분은 인도의 다수인 힌두교도와 소수인 이슬람교도 공동체 간 내재되어 있는 긴장 상태에 있으며, 인도 제국 및 인도의 분할 기간에 나타났다. 이 분쟁은 또한 힌두교 민족주의 대 이슬람 근본주의라고 하는 이데올로기 경쟁에서 비롯한 것이기도 하며 이 두 사상은 힌두교도와 무슬림들 사이에서 만연하다. 이 문제는 인도가 독립하기 전부터 끊임없이 골칫거리가 되어 왔다. 대중들의 교육 부족과 부패한 정치인들이 이를 악용하기 쉬운 점은 인도 내 종교 분쟁의 주요 원인으로서 기인하고 있다. 종교의 자유는 인도 헌법에서 근본적 요소임에도 불구하고, 군중들의 집단적 행동에 대한 책임을 묻지 못하는 것은 인도의 종교 자유를 행하는 것을 제한시키고 있다.
다른 주요 인도 독립 운동가들과 더불어, 마하트마 간디와 그의 '샨티 사이닉스' (Shanti sainiks, 평화의 병사들)는 벵골 지역에서 일어나는 종교 분쟁을 초창기부터 억누르려 했으며, 여기에는 1946년 8월 16일에 촉발된 무함마드 알리 진나의 다이렉트 액션 데이를 동반한 캘커타 (오늘날 서벵골)과 노아칼리구(오늘날 방글라데시)의 소요 사태를 포함한다. 대부분이 돌과 칼을 들고 널리 약탈과 방화가 동반된 이 분쟁들은 접한 사건이었다. 인도에서 드물게 발견되던 폭발물과 총기들은 사용되는 경우가 훨씬 드물었다.
독립 이후의 주요 집단 분쟁에는 인도군의 블루스타 작전으로 이어진 1984년의 시크 학살이 있었으며, 황금 사원 내부의 시크교도 파르티잔들에 맞서 중장비, 탱크, 헬리콥터들이 동원되었고, 시크교의 최고 신성 시되는 구르드와라에 많은 피해를 야기하였다. 인도 정부의 추정 치에 따르면, 이 공격이 군인 100명, 농성자 250명, 민간인 수백 명 사망자를 야기했다고 한다.
이는 인드라 간디의 분노한 시크교도 경호원들이 저지른 1984년 10월 31일의 암살 사건을 유발하였으며, 이후 4일간 시크교도들에 대한 학살이 벌어졌다. 인도 정부는 시크교도 2,700명이 사망했다고 발표했으나, 인권 단체들과 언론에서는 사망자 수가 10,000명–17,000명이라고 발표했다. 폭동의 여파에서, 인도 정부는 20,000명이 도시를 떠났다고 했지만, PUCL은 '최소' 50,000의 난민이 있다고 하였다.
가장 영향을 많이 받은 지역은 델리 인근이었다. 인권 단체들과 언론들은 이 대학살이 조직적이었다고 여긴다. 학살 때 정치인들의 결탁과 살인자들에 대한 기소를 못한 것은 평범한 시크교도들이 소외감을 느끼게 하였고 칼리스탄 운동에 대한 지지를 키웠다. 시크교의 종교 지도 기관인 아칼 타크트는 이 살인을 집단학살이라 보았다.
그 외 사건들에는 아요디아 분쟁의 결과로 바브리 모스크 철거로 이어진 1992년 봄베이 폭동, 무슬림 790명과 힌두교도 254명이 사망하고 고드라 열차 방화로 이어진 2002년 구자라트 폭력 사태가 있다. 보다 작은 사건들이 여러 도시들과 마을에서 문제를 일으키고 있으며, 대표적으로 힌두-무슬림 폭동 기간 우타르프라데시주의 마우에서 다섯 명이 사망하였는데, 힌두교 축제를 열자는 제안으로 촉발된 것이었다.

## 같이 보기
- 달리트 불교 부흥운동

## 참고 문헌
- Charlton, Sue Ellen M (2004). 《Comparing Asian Politics: India, China, and Japan》. Westview Press. ISBN 0-8133-4204-X.
- Chatterjee, S; Datta, D (1984). 《An Introduction to Indian Philosophy》 8판. University of Calcutta. ASIN: B0007BFXK4.

- Chopra, R.M., "A Study of Religions" (2015), Anuradha Prakashan, New Delhi, ISBN 978-93-82339-94-6
- Dundas, Paul (2002) [1992], 《The Jains》 Seco판, London and New York: Routledge, ISBN 0-415-26605-X
- Fowler, Jeaneane D (1997). 《Hinduism: Beliefs and Practices》. Sussex Academic Press. ISBN 1-898723-60-5.[깨진 링크]
- Goldman, RP (2007). 《The Ramayana of Valmiki: An Epic of Ancient India》. Princeton University Press. ISBN 978-0-691-06663-9.

- Hartz, Paula (2009). 《World Religions: Baha'i Faith》 3판. New York, NY: Chelsea House Publishers. ISBN 978-1-60413-104-8.
- Heehs, P (2002). 《Indian Religions: A Historical Reader of Spiritual Expression and Experience》. New York: New York University Press. ISBN 0-8147-3650-5.

- Human Rights Watch; Press, Seven Stories (2006). 《Human Rights Watch World Report 2006》. Seven Stories Press. ISBN 1-58322-715-6.

- Ludden, David E (1996). 《Contesting the Nation: Religion, Community, and the Politics of Democracy in India》. University of Pennsylvania Press. ISBN 0-8122-1585-0.
- Makkar, SPS (1993). 《Law, Social Change and Communal Harmony》. ABS Publications. ISBN 81-7072-047-8.

- Momen, Moojan (2008). 《The Baha'i Faith》. Beginner's Guide. Oxford: Oneworld Publications. ISBN 978-1-85168-563-9.
- Oberlies, T (1998). 《Die Religion des Rgveda》. Wien.

- Olson, James Stuart; Shadle, Robert (1996). 《Historical Dictionary of the British Empire》. Greenwood Press. ISBN 0-313-29367-8.
- Radhakrishnan, S; Moore, CA (1967). 《A Sourcebook in Indian Philosophy》. Princeton University Press. ISBN 0-691-01958-4.
- Rinehart, R (2004). 《Contemporary Hinduism: Ritual, Culture, and Practice》. ABC-Clio. ISBN 1-57607-905-8.
- Schomer, Karine; McLeod, William Hewat (1987). 《The Sants: Studies in a Devotional Tradition of India》. Berkeley Religious Studies Series. Motilal Banarsidass. ISBN 978-81-208-0277-3. OCLC 925707272.
- Shepard, Mark (1987). 《Gandhi Today: A Report on Mahatma Gandhi's Successors》. Shepard Publications. ISBN 0-938497-04-9.

- Smith, Peter (2008). 《An Introduction to the Baha'i Faith》. Cambridge: Cambridge University Press. ISBN 978-0-521-86251-6.
- Symonds, R (1950). 《The Making of Pakistan》. Faber and Faber.

- Vadakkekara, Benedict (2007). 《Origin of Christianity in India: A Historiographical Critique》. Delhi: Media House. ISBN 9788174952585.
- Zimmer, Heinrich (1953) [April 1952],  Campbell, Joseph, 편집., 《Philosophies Of India》, London: Routledge & Kegan Paul Ltd, ISBN 978-81-208-0739-6

### 추가 서적
- Deshmukh, Jayanth. "Terrorizing Muslims: communal violence and emergence of Hindutva in India." Journal of Muslim Minority Affairs 41.2 (2021): 317-336. online

- Elst, K (2002). 《Who is a Hindu?: Hindu revivalist views of Animism, Buddhism, Sikhism, and other offshoots of Hinduism》.

- Embree, Ainslie T. Utopias in conflict: Religion and nationalism in modern India (Univ of California Press, 2024) online.

- Froerer, Peggy. Religious division and social conflict: the emergence of Hindu nationalism in rural India (Routledge, 2019) online

- Goel, S.G. (2016). 《History of Hindu-Christian encounters, AD 304 to 1996》.
- Hopkins, Edward Washburn. The religions of India (2020) online.
- Iyer, Sriya. The economics of religion in India (Harvard University Press, 2018) online.

- Jain, Sandhya (2010). 《Evangelical intrusions: [Tripura, a case study]》. New Delhi: Rupa & Co.

- Kapur, Radhika. "Understanding the religions of India." Indian Journal of Social Science and Literature 2.1 (2023): 44-49. online

- Lopez Jr, Donald S., ed. Religions of India in practice (Princeton University Press, 2020) online.

- Malhotra, Rajiv (2011). 《Being Different: An Indian Challenge to Western Universalism》. HarperCollins. ISBN 978-9-350-29190-0.)
- Malhotra, Rajiv,  (2014), Indra's Net: Defending Hinduism's Philosophical Unity (Publisher: HarperCollins India; ISBN 978-9-351-36244-9)

- Michelutti, Lucia. The vernacularisation of democracy: Politics, caste and religion in India (Routledge India, 2020) online.

- Panikkar, K. M. (1959). 《Asia and Western dominance》. London: Allen & Unwin. ISBN 9781597406017.

- Shani, Giorgio. "Towards a Hindu Rashtra: Hindutva, religion, and nationalism in India." Religion, State & Society 49.3 (2021): 264-280. online

- Shourie, Arun (1979). 《Hinduism, essence, and consequence: A study of the Upanishads, the Gita, and the Brahma-Sutras. Sahibabad, Distt. Ghaziabad: Vikas》. Vikas. ISBN 9780706908343.
- Shourie, Arun (2006). 《Missionaries in India: Continuities, Changes, dilemmas》. New Delhi: Rupa Publications. ISBN 9788172232702.

- Singh, Arshdeep. "Hindu-Muslim Conflict in India: Causes, Consequences & Resolution." International Journal of Social Science Research & Review 7.10 (2024): 62-79. online

- Swarup, Ram (1984). 《Buddhism vis-a-vis Hinduism》.
- Swarup, R (1995). 《Hindu view of Christianity and Islam》.